# Hinduixàhida
La dinastia hinduixàhida o dels hinduixàhides fou una nissaga que va governar a Kabul i Panjab.

## El títol Xahi
Xahi era un títol bastant estès a l'Afganistan i el nord-oest del subcontinent indi. Almenys els saces, Kuixans, Hunes, Bactrians, i els governants de Kapisa/Kabul i de Gilgit el van utilitzar. En persa apareix sota la forma Kxathiya o Kxathiya Kxathiyanam; entre els kuixans com a Xao; el huna Mihirakula es titulava Ssaha. Els kuixans van adoptar el títol Xah-en-Xahi ("Xaonano Xao") imitant la pràctica aquemènida. L'obra jainista Kalakacarya-kathanaka esmenta que el rei saka que va envair Ujjaini/Malwa el 62 aC es titulava Sahi i Sahnusahi. El fet que els governants de Kapisa/Kabul/Gandhara utilitzessin el títol Xahi per imitació del kuixan Xao, ha fet suposar que aquesta dinastia tenia ascendència kuixan o turuxka (turca) però el títol fou utilitzat per reis diversos sense tenir en compte connotacions racials. Als segles VI i VII els reis de Gilgit també portaven el títol Xahi i els seus nom són esmentats en uns manuscrits antics com Patoladeva àlies Navasurendradiyta Nandin, Srideva àlies Surendra Vikrmadiyta Nandin i Patoladeva àlies Vajraditya Nandin; el nom Nandin seria un cognom o més probablement el nom de clan i a la tribu Kamboj de Panjab al dia d'avui hi ha encara un clan amb el nom Nandan (Nandin); es suposa per tant que els reis de Gilgit podien ser Kamboges (estaven emparentats per matrimoni i políticament amb els kabulxàhides, però no es segur que fossin del mateix grup tribal). "Xahi, Sahi, Xahiya" és un nom septal que encara porta una secció dels Kambojs de Panjab i que derivaria del temps dels prínceps de Kapisa.

## Mític origen turc
Al-Biruni quan escriu sobre l'origen de la dinastia, ho fa sobre la base de relats folklòrics i diu que residien a Kabul, que practicaven el hinduisme i eren de cultura turca, però d'origen tibetà. El fundador és esmentat com Barahatakin, que quan va arribar del Tibet va viure en una cova prop de Kabul i els habitants el van considerar predestinat a ser rei; així fou i va portar el títol de "Xahiya de Kabul" que va romandre en els seus descendents 60 generacions (uns 1200/1500 anys). Cita com a descendent a un Kanik que podria ser el rei kuixan Kanixka, que hauria construït un temple (el Kanika Caitya) a Purushapura (Peshawar). Probablement al-Biruni es refereix més a turquitzats que a turcs.

## Altres orígens atribuïts
Altres relats els vinculen als kuixans, als kidarites i als heftalites; podrien ser en realitat descendents hinduitzats dels kuixans i els kidarites expulsats cap a l'est pels heftalites.
Barhatigi, el suposat fundador, hauria estat seguit per 60 generacions i, per tant, la fundació es remuntaria almenys al segle iv aC (o al segle VII aC) cosa poc creïble. Kanixka va governar del 78 al 101 sobre Purushapura/Gandhara (Panjab) i els seus descendents no haurien governat en una sola dinastia durant 900 anys a Kapisa (nord de Kabul). Hi ha evidencies per monedes de un rei de nom Vrahitigin (Barhatigin?) de temps anteriors a l'era cristiana. En tot cas l'origen tibetà no s'adiu amb els fets històrics coneguts.

## Possible origen kxatriya Kamboja, clan Axvaka
Durant el segle I i després al segle V (vers 477), els pobles Kamboges i Gandhares del Cis-Hindukush van caure (almenys parcialment) sota el poder de invasors com els kuixans i els hunes heftalites. Els kamboges sobretot van ser temporalment sotmesos per hordes invasores però no es van extingir; es probable que els caps dels clans principals (per exemple els Axvakes de la casta kxatriya) d'aquests pobles (Kamboges i Gandhares) recuperessin la seva autoritat i poder polític quan es van enfonsar els regnes Kuixan i Heftalita. Així s'haurien format dinasties com les dels kabulxàhides (Kapisa), zabulxàhides (Kabul) i altres (Jaguda/Gazni, Kaikanan/Kandahar-Belutxistan del nord, Udyana/Gandhara/Sud-oest de Caixmir), Bamiyan, Taank/Paixtunistan nord-oriental amb Swat i Dir).

## Els kabulxàhides de Kapisa
A l'inici del segle v i fins al 793-794 la capital dels kabulxàhides era a Kapisa (60 km al nord de la moderna Kabul). El 424 Kapisa (en xinès Ki-pin) tenia per rei a Guna Varman. Els noms acabats en "Varman" eren usats només pels kxatriyes. És probable que existís una dinastia kxatriya, doncs a la primera meitat del segle VII el viatger xinès Xuanzang va visitar la regió de Kapisa (Kabul) i diu que el rei era un kxatriya que identifica com a Xahi Kingal; aquest nom s'ha trobat en una inscripció a Gardez. Sembla més probable que en lloc d'un origen kuixan o heftalita, fossin de la casta dels kxatriyes (guerrers) de la tribu dels Kamboges, del clan dels Axvaka que ja al segle iv aC havien ofert una resistència extrema a Alexandre el Gran i que després van ajudar a Chandragupta Maurya a fundar l'imperi Maurya; més tard els axvakes van ser distingits per Asoka (edictes V i XIII) que pel seu caràcter guerrer els va donar un estatus autònom. Al segle V els kamboges s'estenien per la rodalia dels dominis del heftalites bactrians del Oxus; Chandragupta II de la dinastia Gupta va fer campanya contra ells i els va cobrar tribut. Els Kamboges (Kabul Shahis?) estaven a l'oest del sud-oest de Caixmir (Pir-pañcāla), al sud de Bactria i a l'est de Maha-Mlechcha-desa (Pais dels Gran Mlechcha = països després musulmans com Khorasan/Iran) mentre els Hunes (Zabul Shahis?) estaven al sud de la vall del Kama (Jalalabad/Afganistan) i al nord de Marudesa (Rajputana) cap a l'oest del Panjab. El Kavyamimasa de Rajshekhar dona una llista de saces, Kekayes, Kamboges, Vanayujes, Bahlikes, Hunes, Pahlves, Limpakes, Harahures, Hansmarages (Hunzes) i altres al nord-oest. Rajshekhar (880–920) fou contemporani dels hinduixàhides i identifica els pobles anomenats Kamboges (Kabul/Kapisa), Vanayujes (Bannus), Limpakes (Lamghanis), Hunes (Zabul), Pahlves o Pahlavis (Perses o Maha-mlechches), Harahures (Hunes vermells localitzats a la zona de Herat) i altres just en les mateixes zones que estaven ocupades pels regnes dels kabulxàhides i els zabulxàhides respectivament.
Durant les invasions musulmanes de Kabul i Kapisa a la segona meitat del segle VII (664), el rei de Kapisa/Kabul, anomenat pels musulmans com Kabul Xah (en realitat el Xahi de Kabul) va demanar ajut als kxatriyes de l'Índia que van acudir en gran nombre i amb el seu ajut va poder rebutjar l'atac i expulsar els invasors fins a Bust. El rei de Kapisa/Kabul que va enfrontar als musulmans era un Kxatriya. Serien una continuació de la casta que ja governava el 645 quan el pelegri Xuanzang va passar per Uttarapatha (terme genèric pel nord de l'Índia). Udabhanda o Udabhandapura (Wayhind) era el lloc de residència secundària o segona capital del rei de Kapisa que aleshores governava sobre deu estats veïns (entre els quals Lampaka/Lamghan, Nagara, Gandhara, Varna/Bannu i probablement Jaguda/Gazni). Sobre Gandhara el pelegrí diu que la capital era Purushapura (Peshawar) però la família reial s'havia extingit i el país estava subjecte a Kapisa; els pobles estaven desolats i hi havia molt pocs habitants; es creu que sota pressió dels àrabs al sud-oest i dels turcs al nord, els reis de Kapisa havien abandonat les seves possessions occidentals a mans dels seus virreis i després del 671, quan els musulmans havien ocupat temporalment Kabul, els xàhides havien convertit a Udabhanda (Udabhandapura) com la seva principal capital i lloc permanent de residència. La raó per la qual Udabhandapura fou preferida a Purushapura/Peshawar no se sap però és possible que la nova ciutat de Udabhanda fou construïda pels reis de Kapisa per raons estratègiques.
En els anys següents els exèrcits musulmans van retornar més reforçades i el xahi de Kapisa va haver de pagar tribut. Però els xàhides van seguir oferint resistència als assalts musulmans i per raons estratègiques van traslladar la capital de Udabhandapura (a Kapisa) a Kabul (794). Els Kabulxàhides van romandre a Kabul fins al 879 quan Yaqub ibn al-Layth as-Saffarí, el fundador de la dinastia safàrida, va conquerir la ciutat. Els Kabulxàhides van construir una muralla a l'entorn de Kabul contra els safàrides; les restes de la muralla encara es poden veure a les muntanyes que han quedat dins de la moderna Kabul

## Hinduixàhides de Udabhandapur/Wayhind
La primera dinastia hinduixàhida fou fundada el 870 quan el rei kshatriya Lagaturman (Katorman) fou deposat i empresonat pel seu visir Kallar, un bramin o sacerdot. El regne estava aleshores limitat al nord pel regne hindú de Caixmir, a l'est pels regnes rajputs, al sud pels emirats de Multan i de Mansura i a l'oest amb les terres orientals del Califat Abbàssida. El canvi de dinastia no obstant no va suposar cap alteració. Al-Biruni anomena a la dinastia deposada com a Turkixàhida i a la nova com Hinduixàhida però aquest nom no era ètnic. Kalhana (segle xii), autor del Rajatarangini (escrit el 1147–1149), es refereix als xàhides i no va fer cap distinció entre els primers xahis i els posteriors al 870 o al 730 (quan es va fer el canvi de capital). És remarcable que el Rajatarangini i altres fonts es refereixen a tots els Xàhides com a governants de Udabhandapura/Wayhind com membres de la casta kxatriya.

## Conquesta gaznèvida
Al començament del segle xi formaven un poderós regne que anava de Lamghan a Multan i a la part meridional de Caixmir, amb centre a Udabhandapur o a Wayhind (moderna Und, prop d'Attock). Kabul havia estat reconquerit (per poc temps) als samànides, successors dels safàrides, però llavors un general dels samànides, Alptegin va expulsar al governador samànida de Zabulistan i va fundar la dinastia gaznèvida a Gazni expulsant temporalment a Abu Bakr Lawik al-Anuk, rei vassall hinduixàhida a Gazni, el 962, i definitivament el seu fill Abu Ishak ben Alptegin el 964 en els seus atacs cap a la vall de Kabul. Sota un successor, el general Sebüktigin (978-997), els gaznèvides van començar a atacar les regions de Lamghan i Multan. Per fer-los front el rei hinduixàhida Jayapala es van aliar als amirs de Multan; en una segona guerra Jayapala va buscar l'aliança de Delhi, Ajmer, Kalinjar i Kanauj; el resultat fou que Jayapala fou derrotat en la batalla de Peshawar (1001), capturat i venut com esclau al Khurasan (1002); el rei successor, Anandapala (fill de Jayapala), va acceptar pagar tribut a Sebuktigin, però Mahmud de Gazni (998-1030) va reprendre la ofensiva i Anandapala va perdre totes les terres a l'oest del Indus incloent Peshawar i Wayhind (908). El fill d'Anandapala, el príncep Trilocampala, es va esforçar en obtenir el suport d'altres prínceps, però Anandapala va ser rebutjat cap al Panjab oriental i es va haver d'exiliar a Caixmir (1010) i el va succeir Trilocampala. Els reis en endavant foren feudataris dels gaznèvides tal com testimonia al-Idrisi (1100-1165/66) que diu que la cerimònia de investidura es feia a Kabul. Els reis de Caixmir estaven relacionats als Xàhides per matrimoni i per aliança política, per exemple Didda, una reina de Caixmir fou la neta del bramin Xahi Bhima (921-964), que es va casar amb Kshemagupta (rei 951–959). A la mort de Trilocampala en un motí de l'exèrcit el 1021, el va succeir el seu fill Raja Bhimapala ja va oferir poca resistència i els seus dominis afganesos van acabar conquerits el 1026; es van refugiar a Caixmir i consten petits principats a Chitral i Gilgit amb governants titulats Xahi.

## Llista de reis
- Guna Varman testimoniat el 424
- Xahi Kingal (Khingala), testimonial el 645
- Lagaturman (Katorman) enderrocat el 890
- Lalliya (Kallar) vers 890-895
- Toramana Kamaluka vers 895-921 
  - A Caixmir vers 900-902
- Bhima 921-964 (fill de Kamaluka)
- Ishtthapala (?)
- Jayapala 964-1001 (+ vers 1002)
- Anandapala 1001-1010 (fill de Jayapala)
- Trilocampala o Trilochanapala 1010-1021 (fill d'Anandapala) (+1021)
- Bhimapala 1021-1026 (fill de Trilocampala) (+ 1026)

## Atlas de mapes històrics

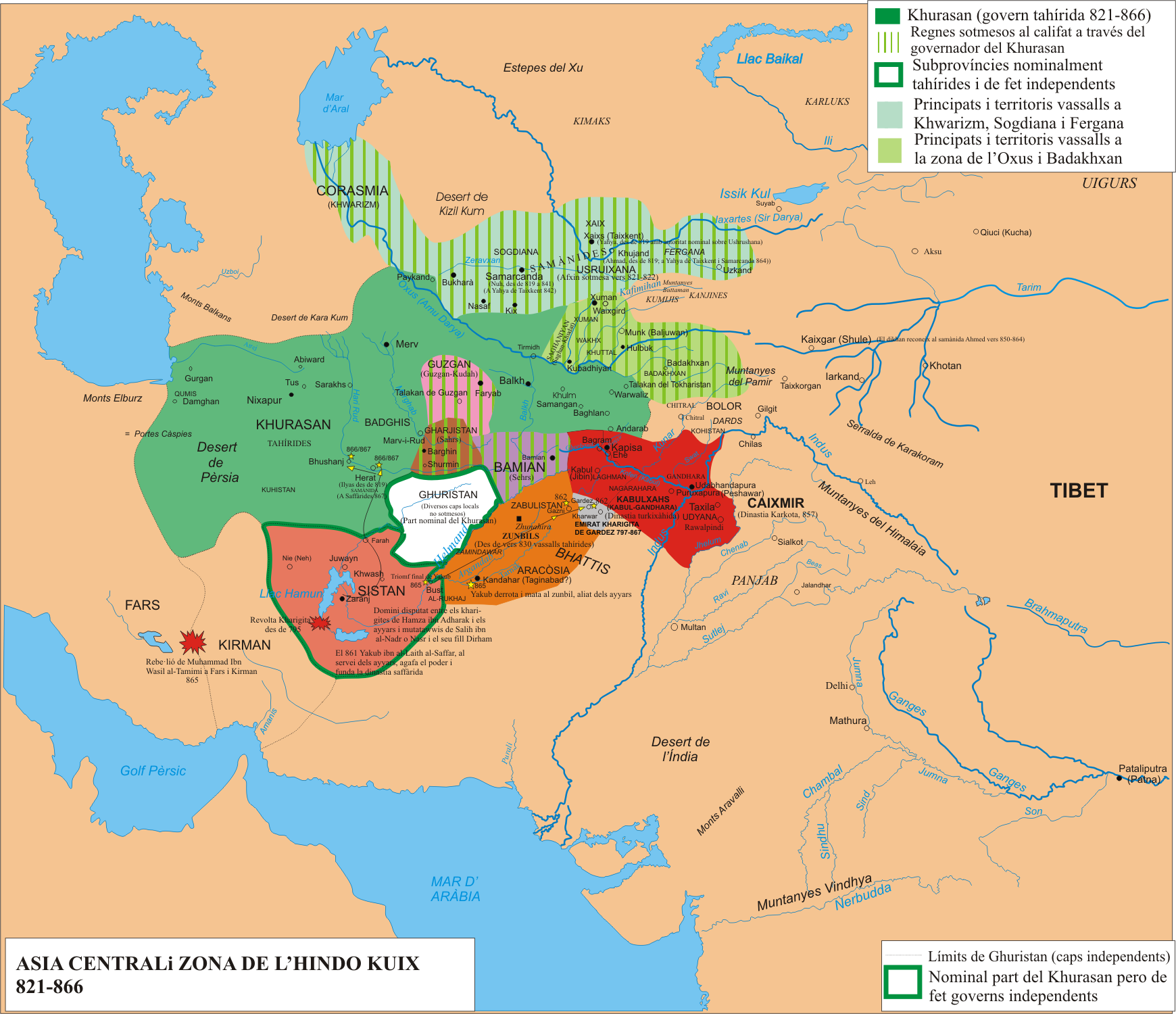
821 a 866
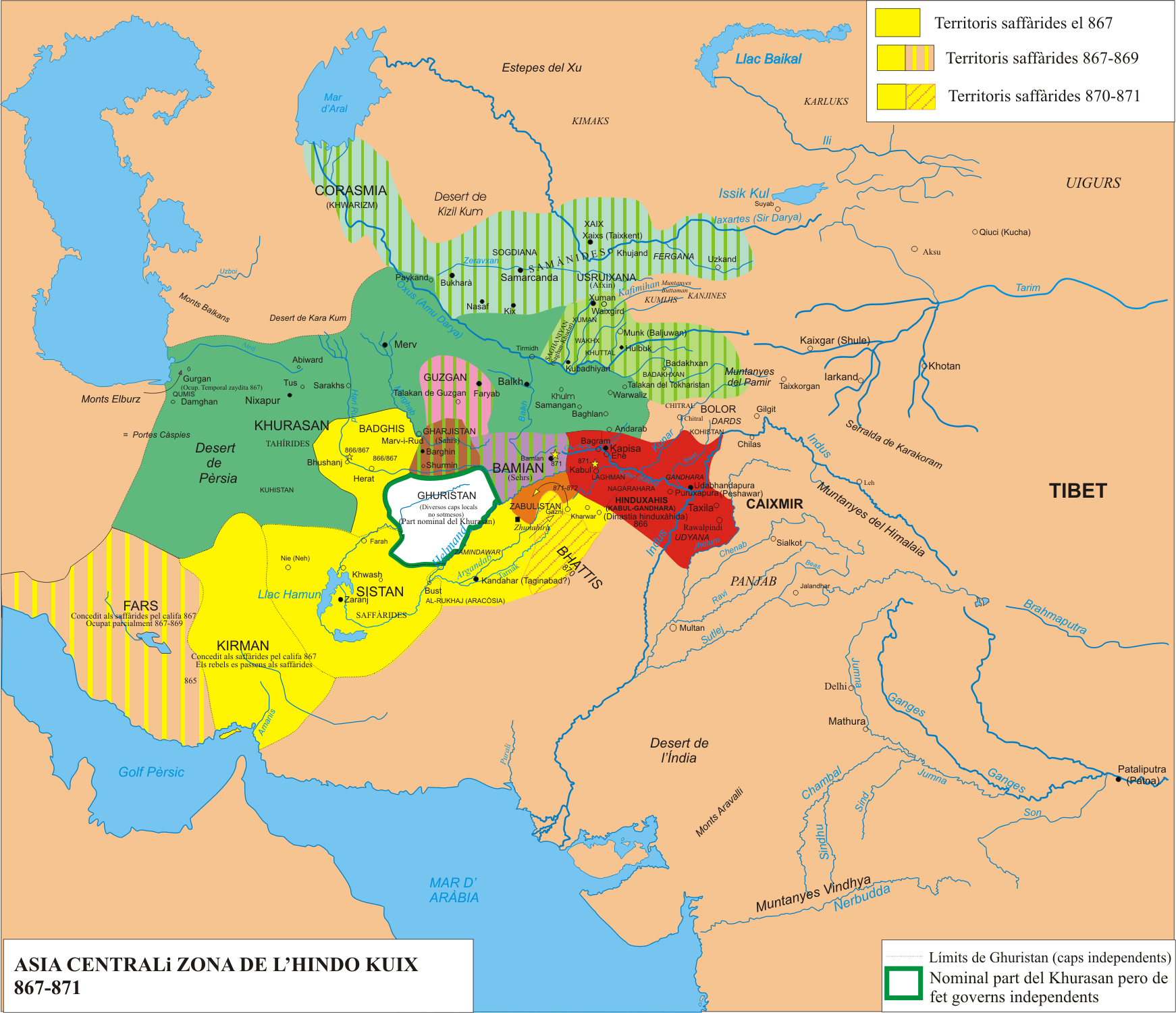
867 a 871
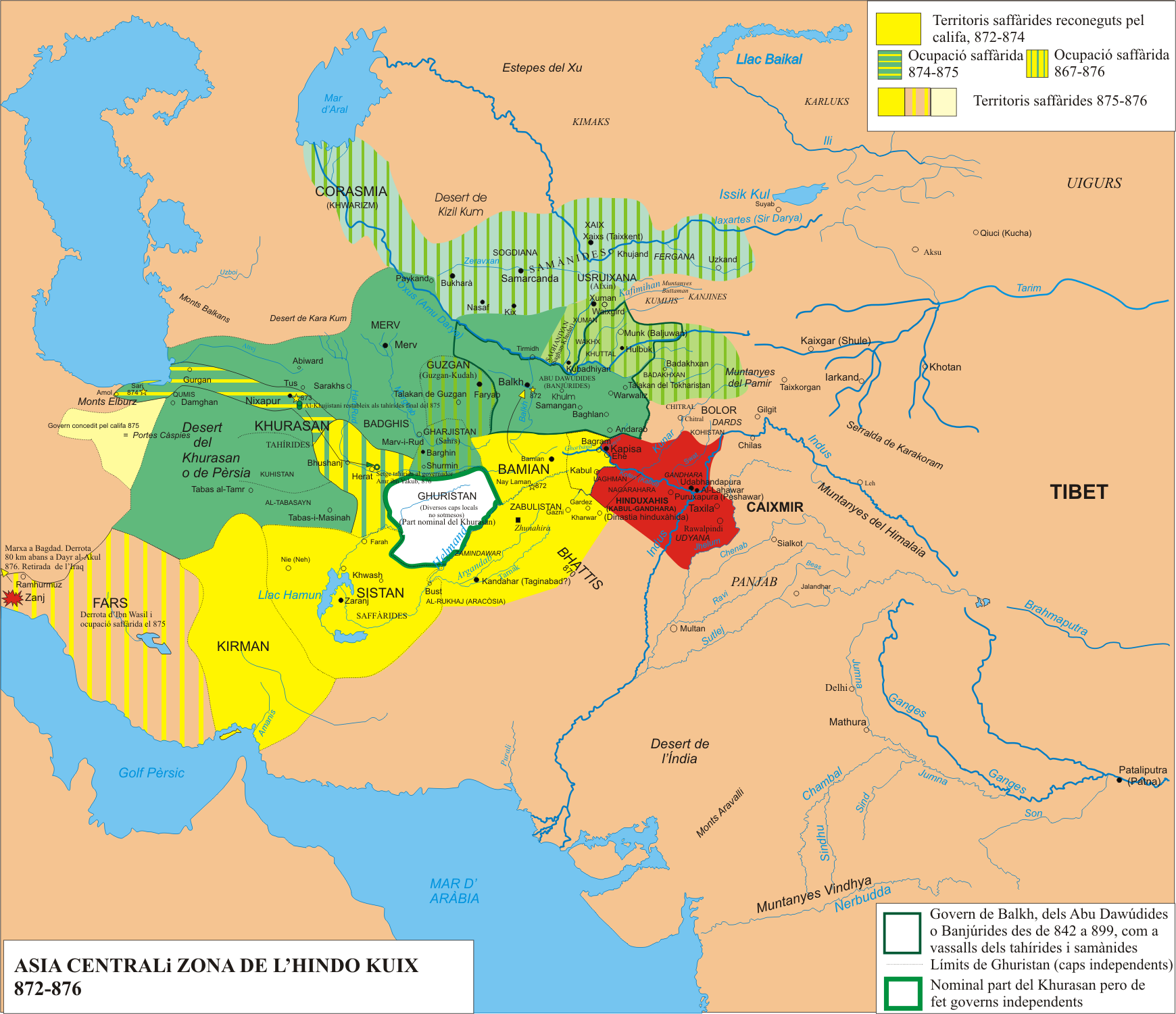
872 a 876
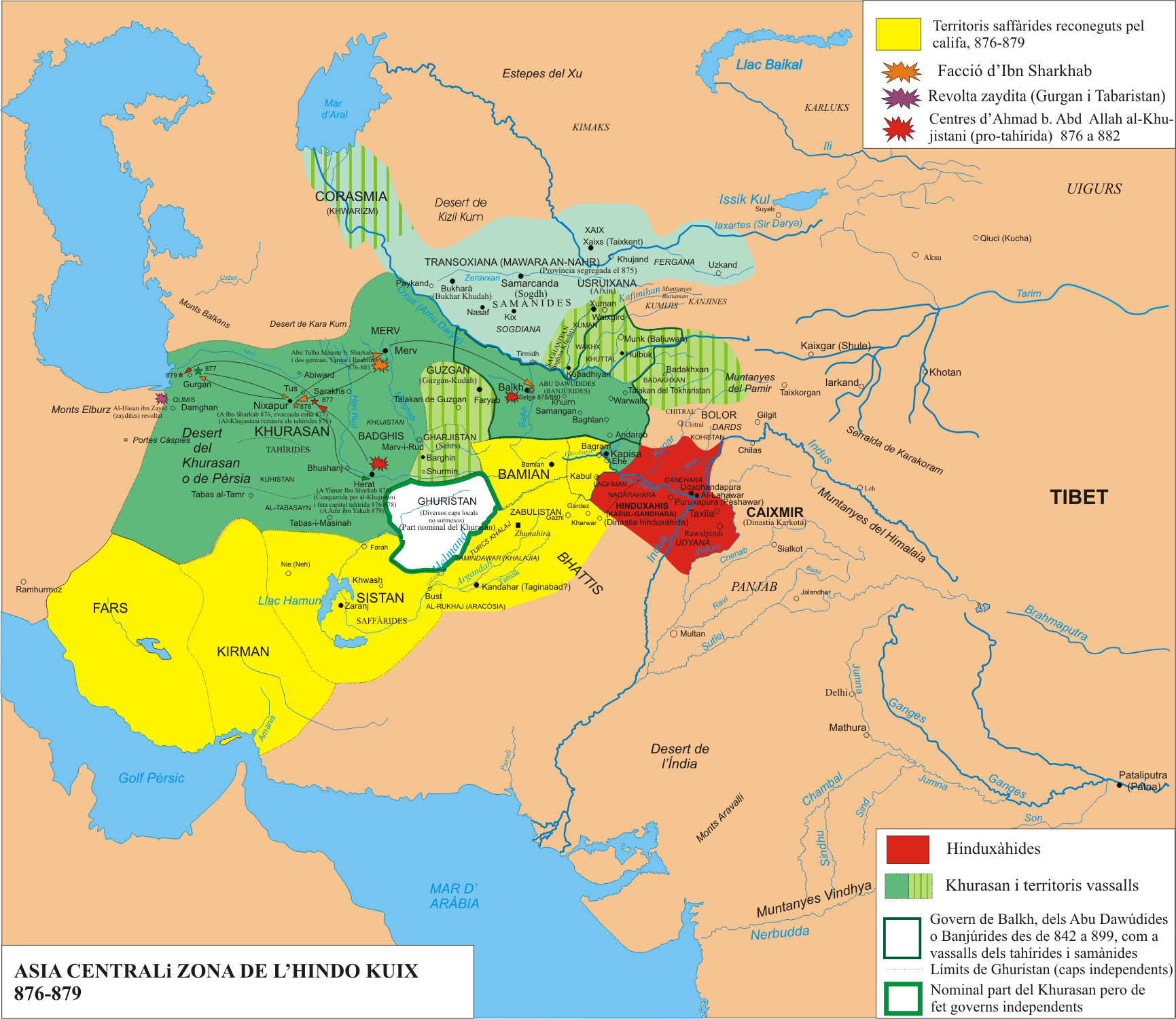
876 a 879
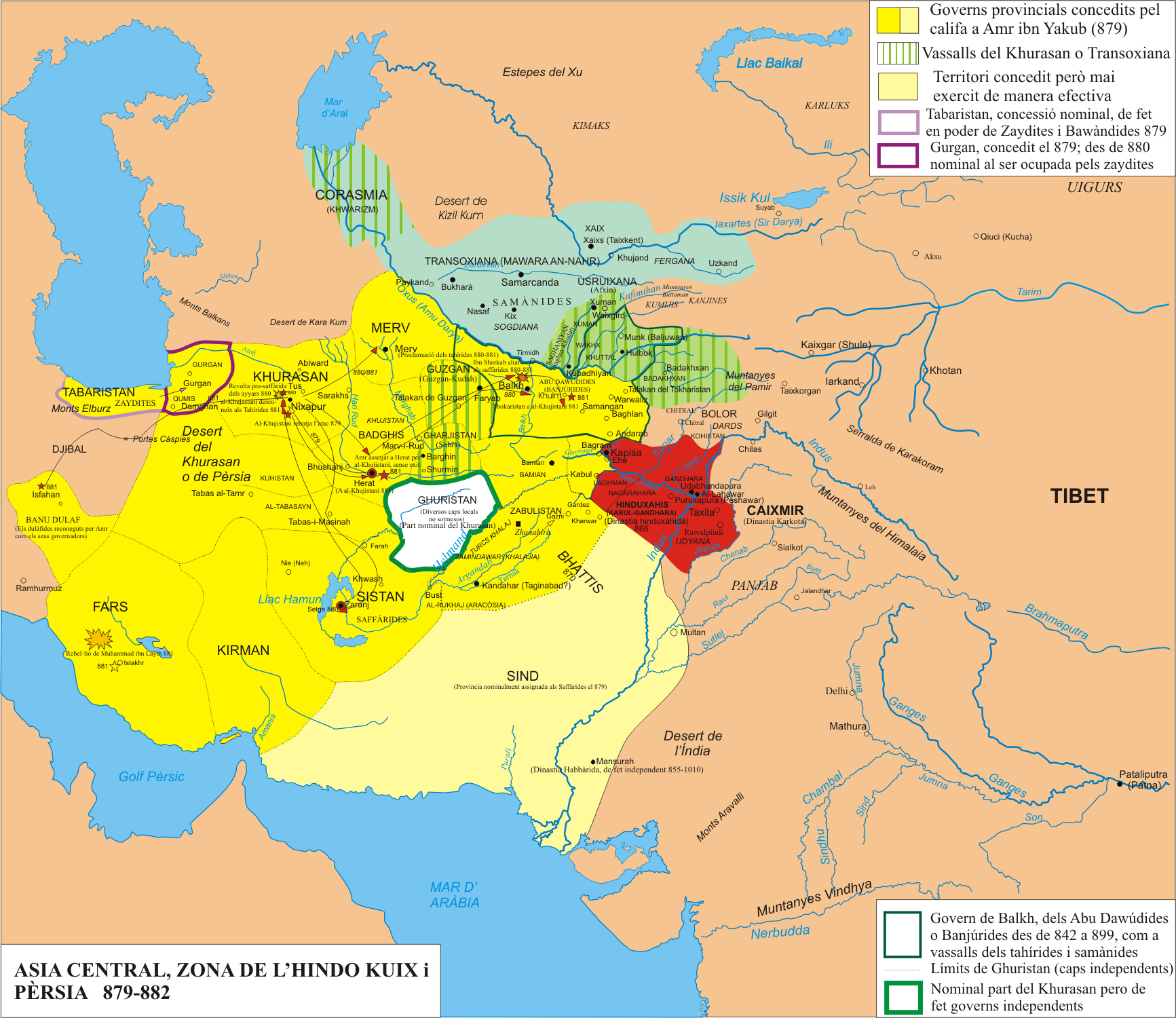
879 a 882
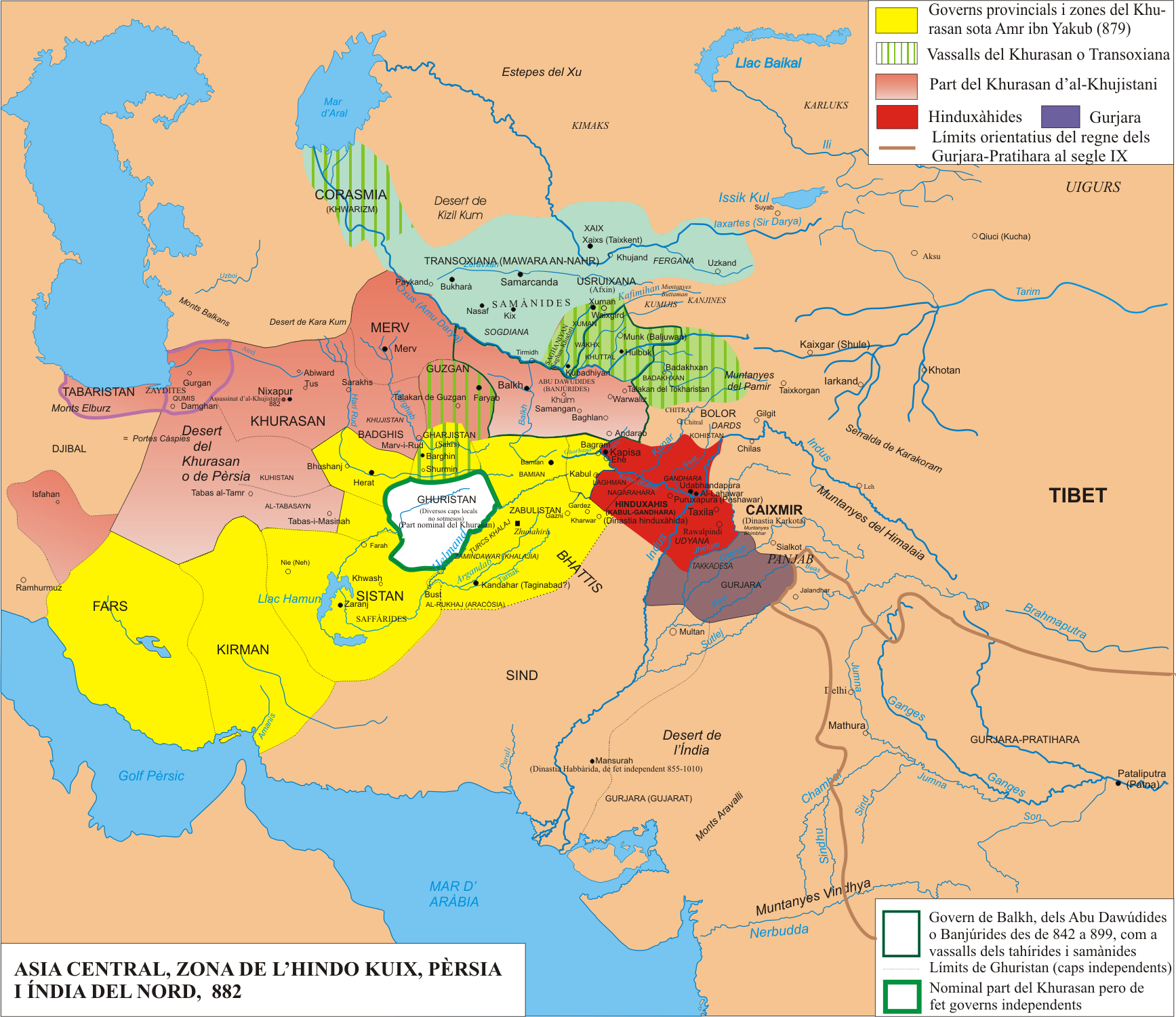
882
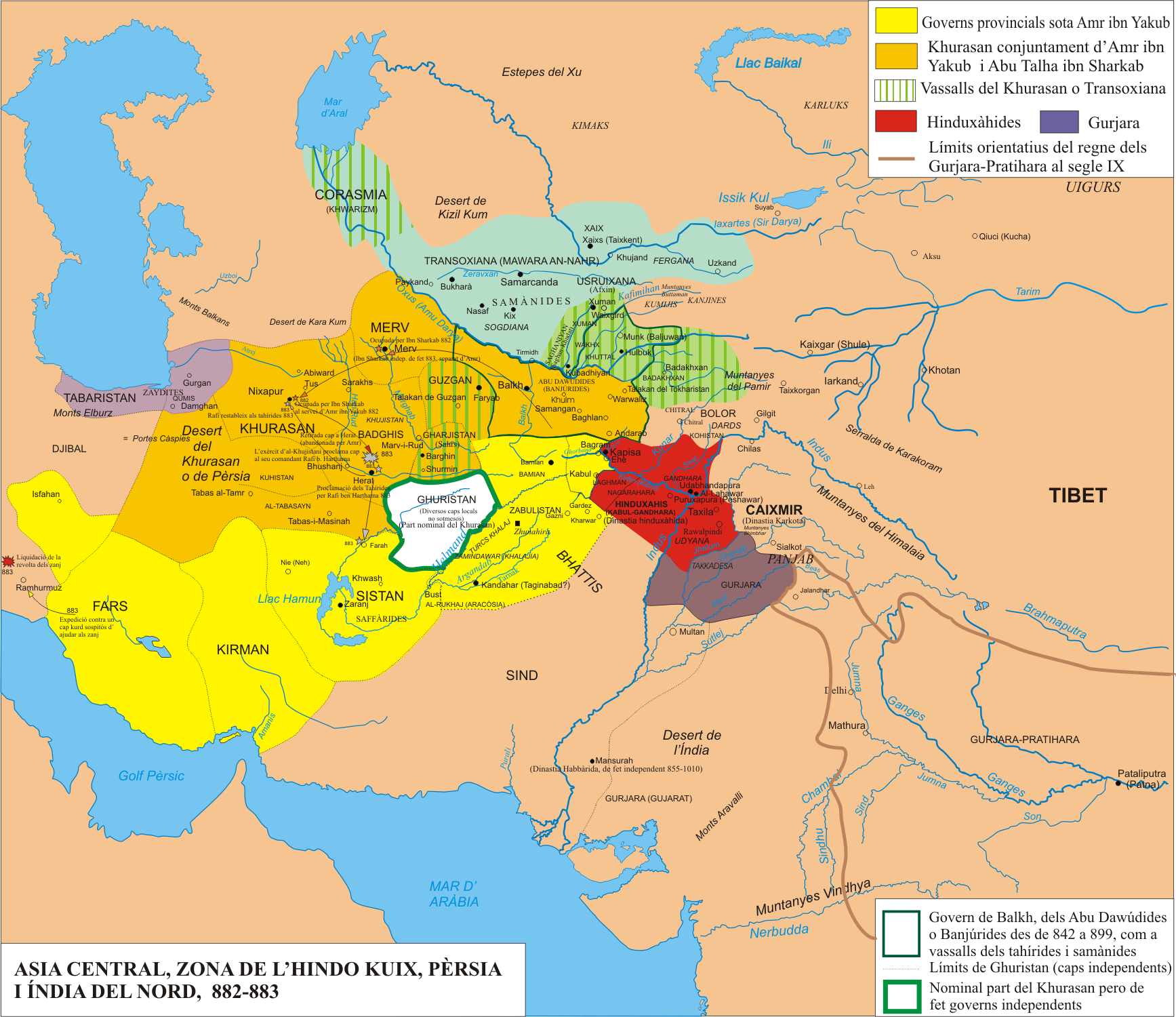
882-883
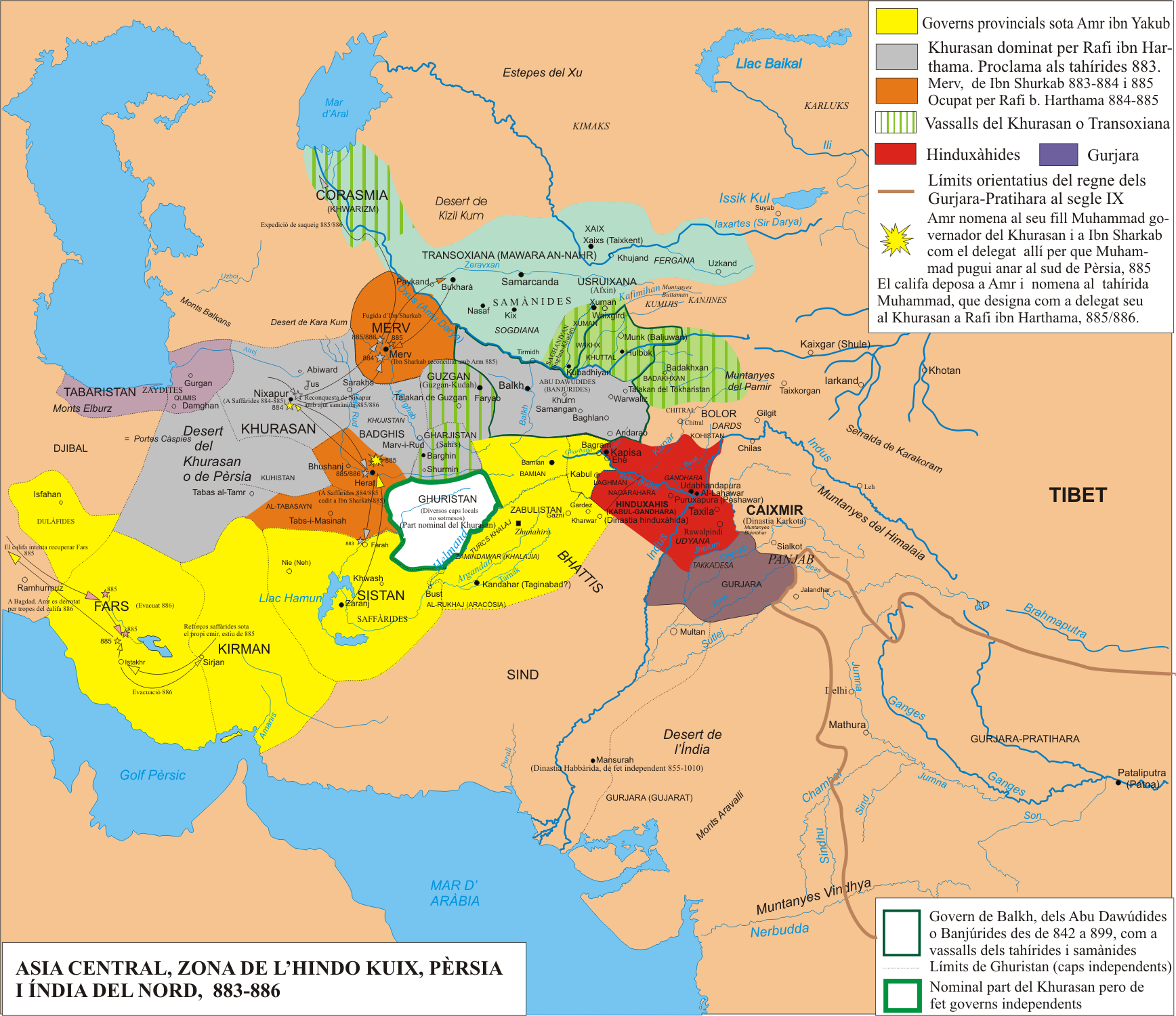
883-886
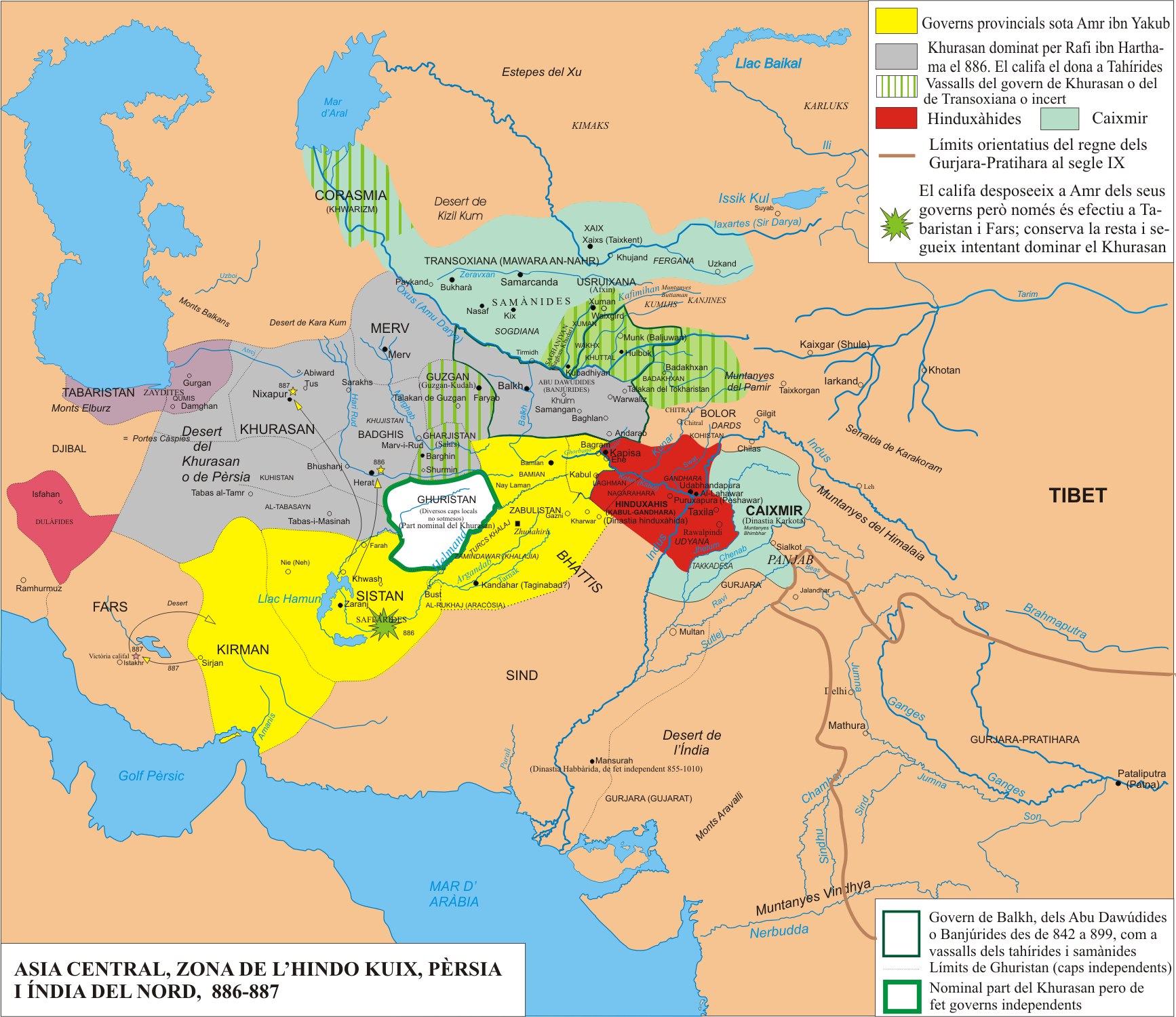
886-887
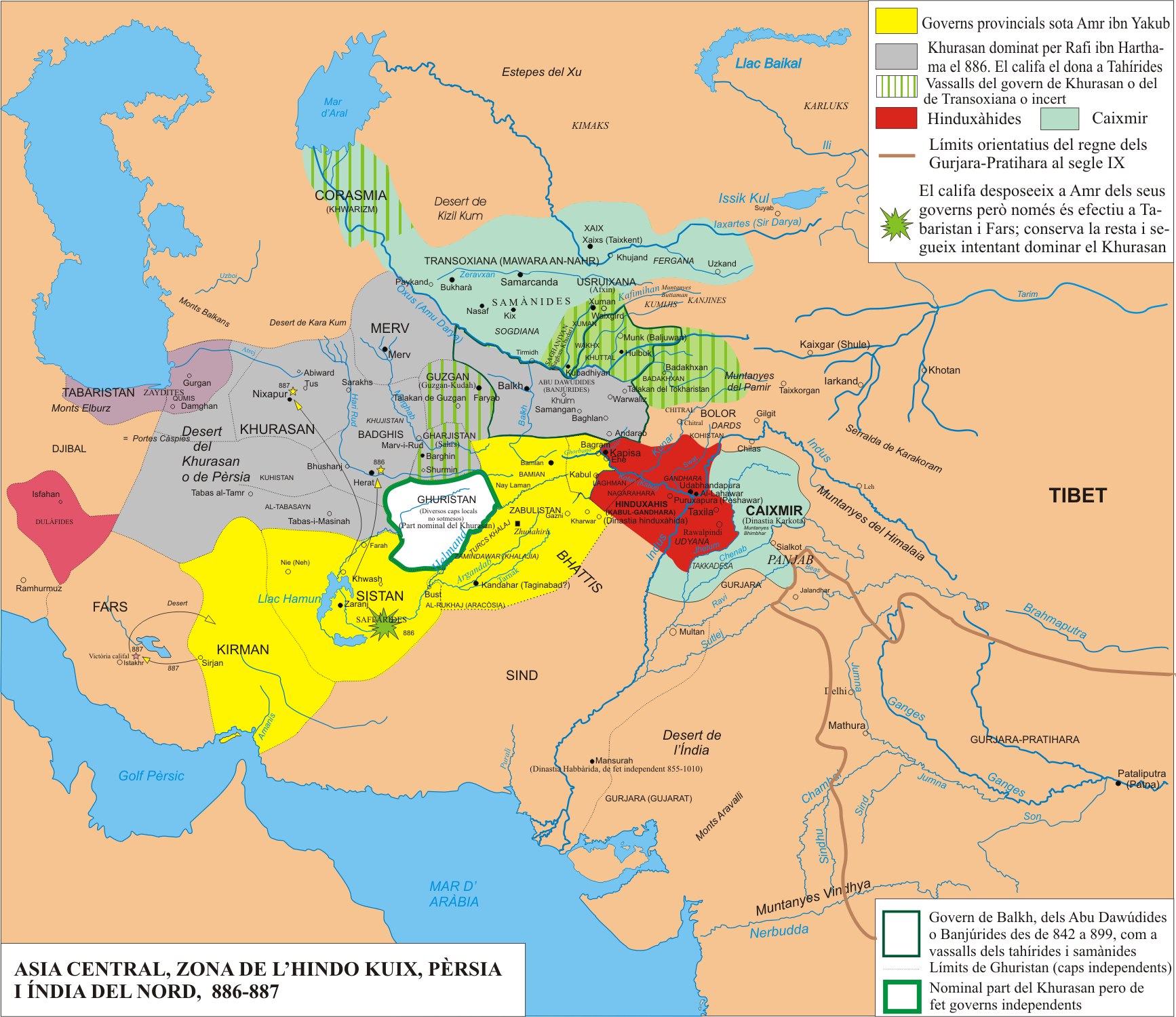
886-887
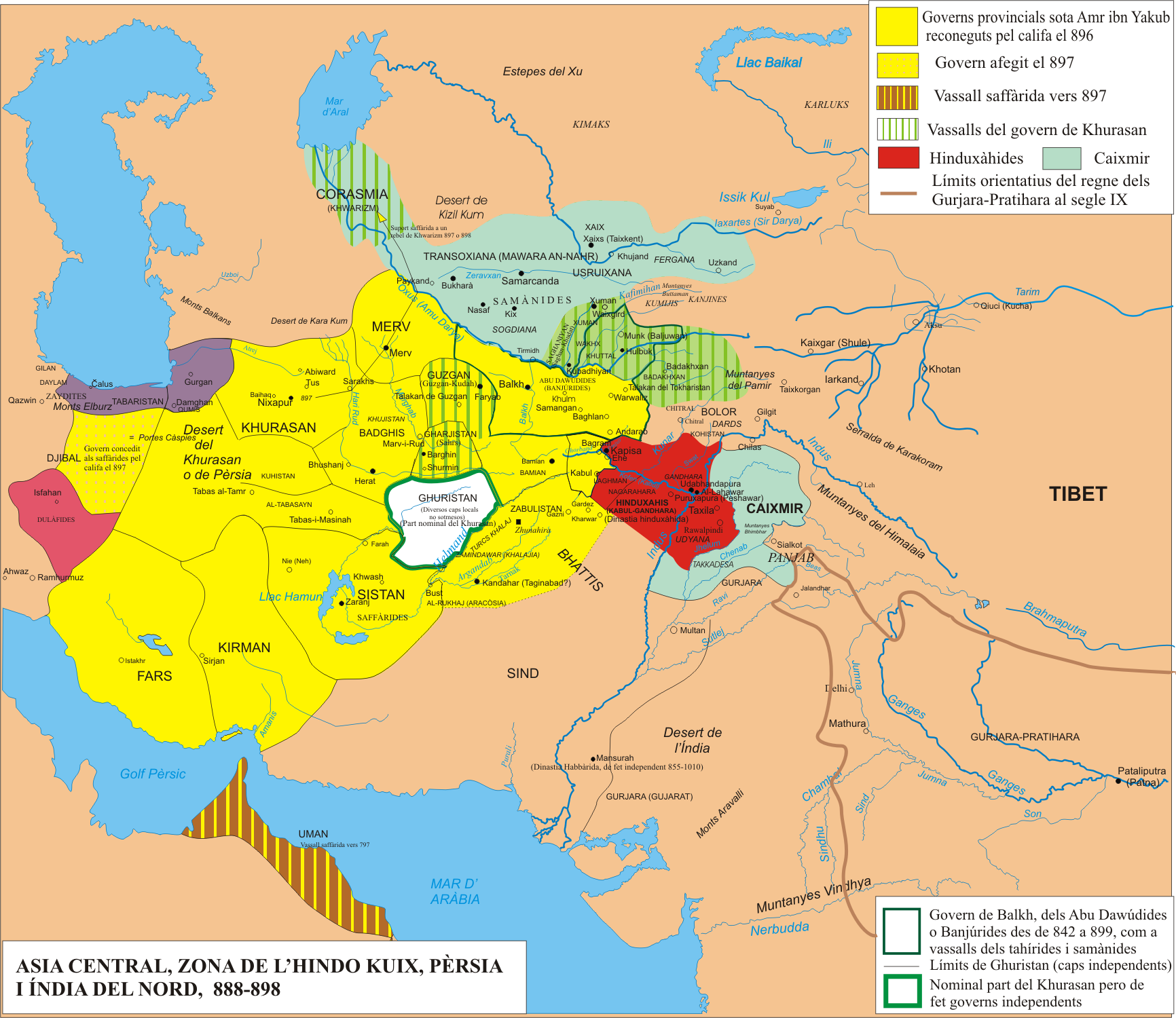
896-898
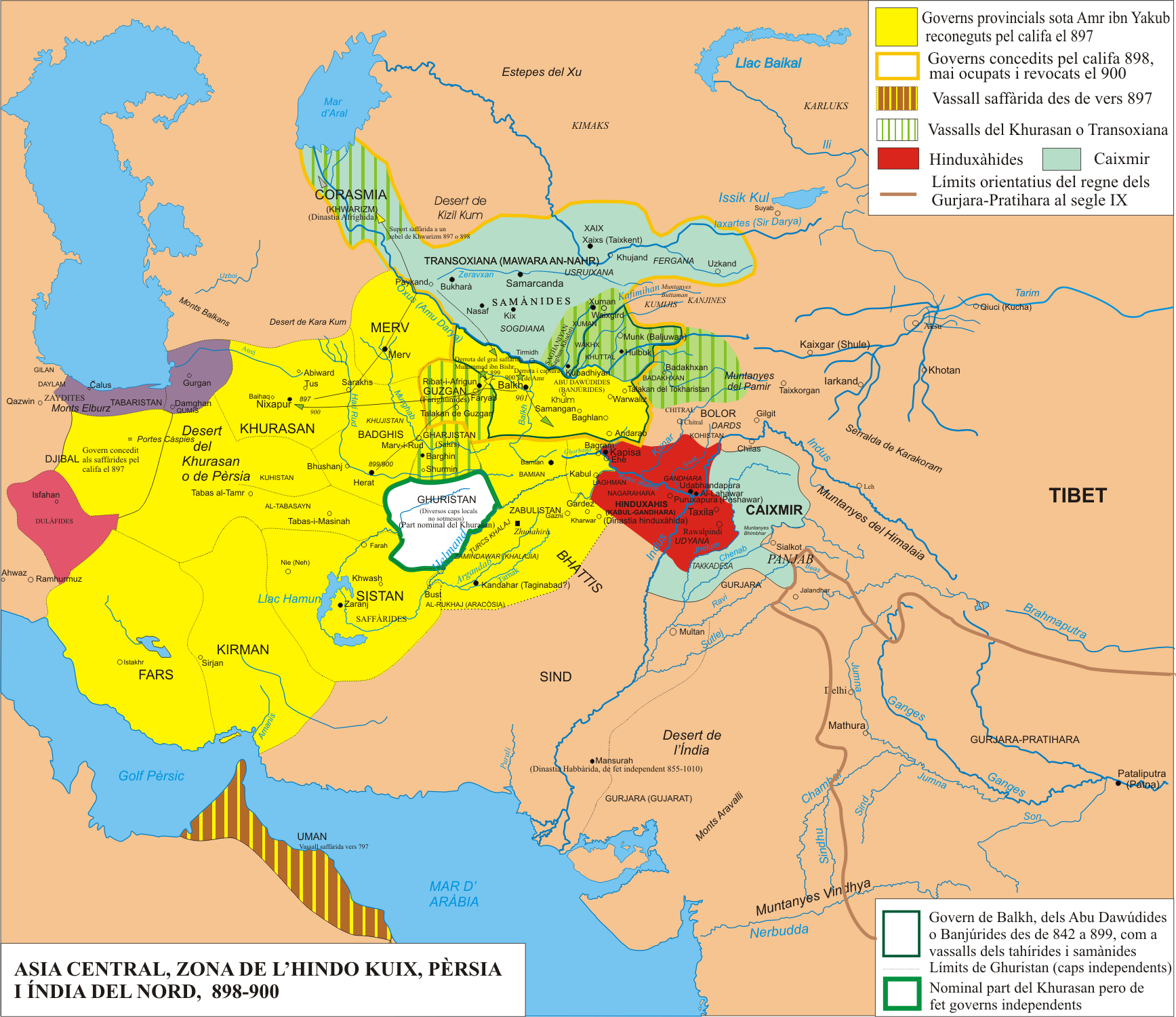
898-900
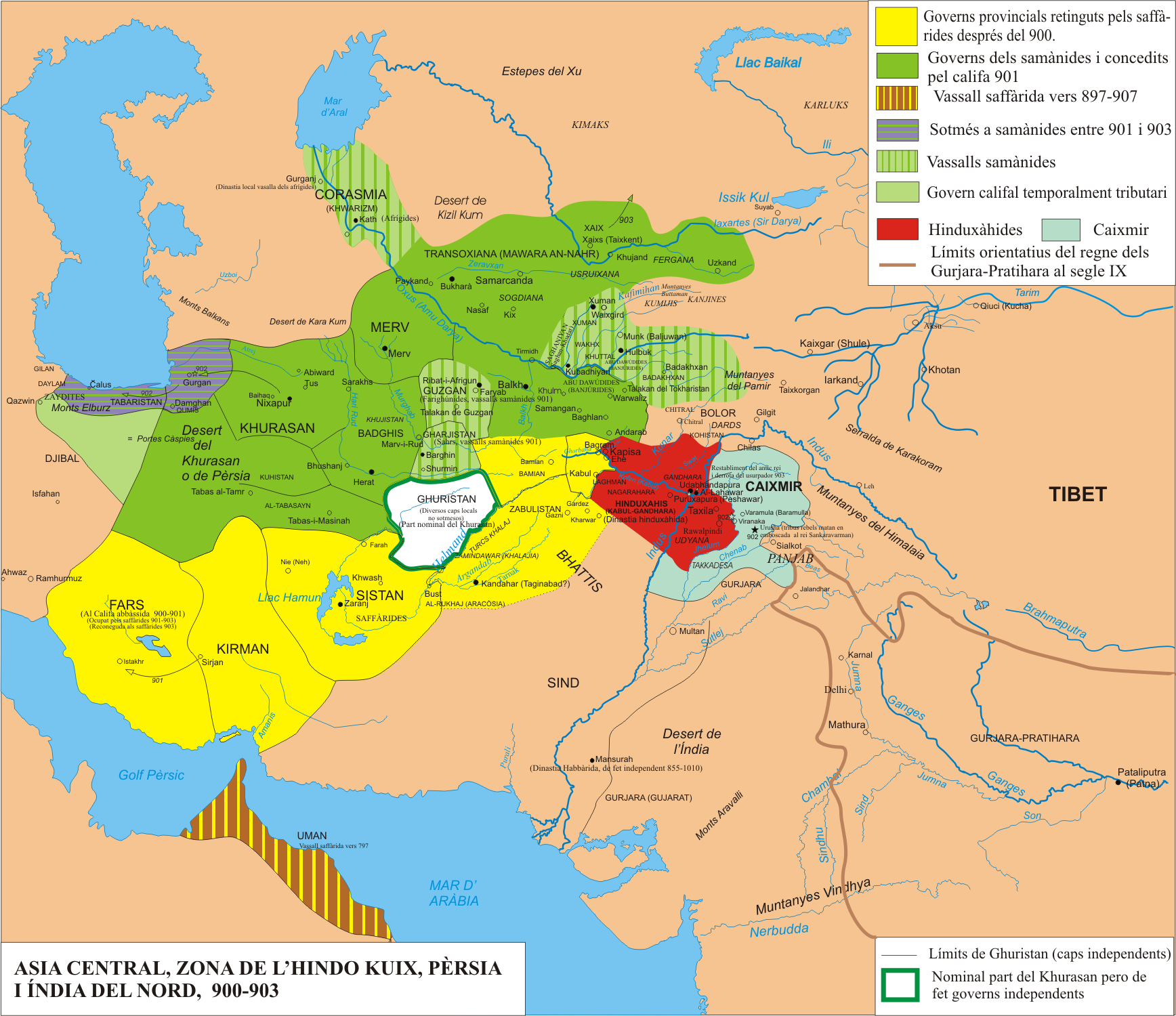
900-903
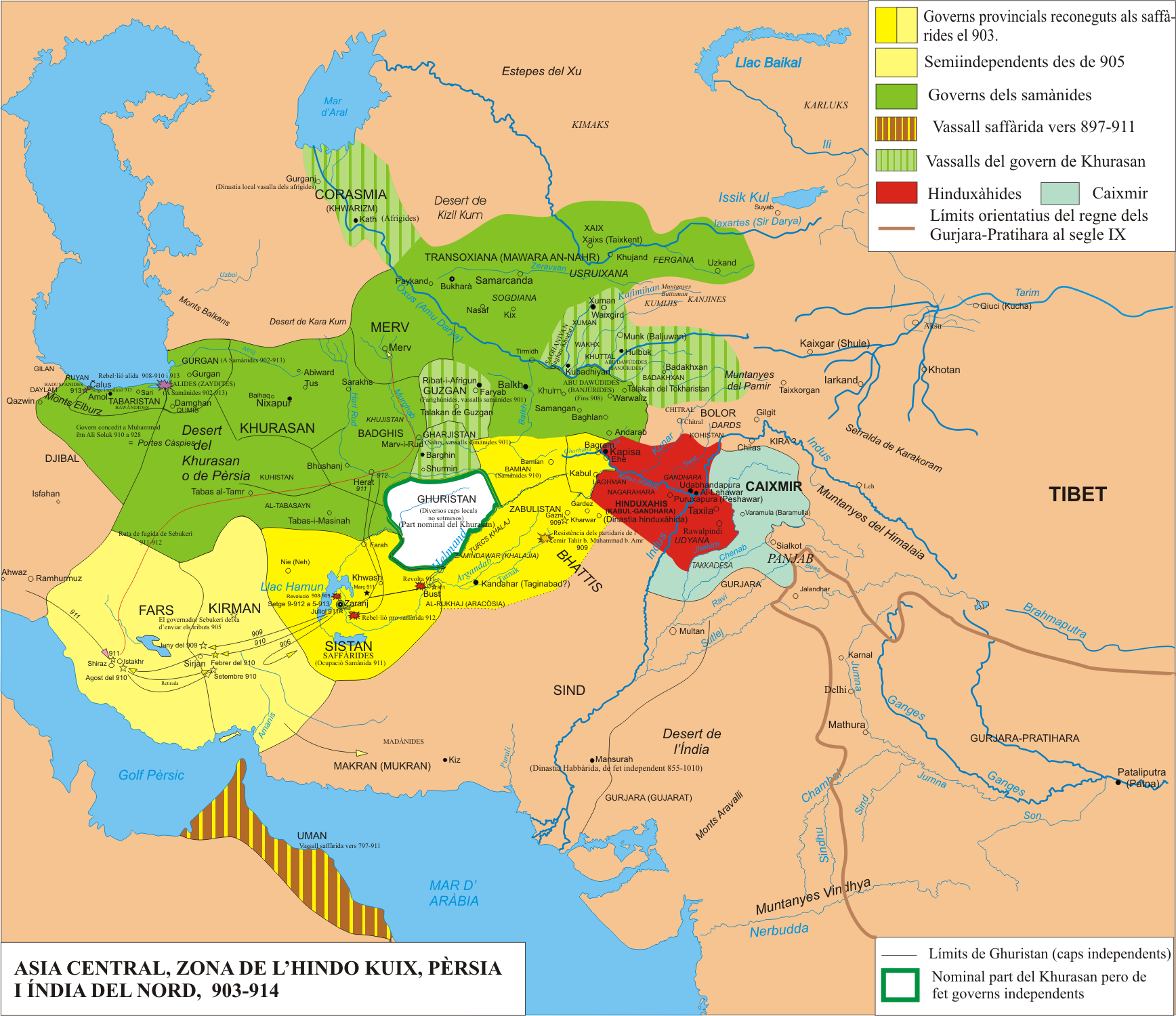
903-914
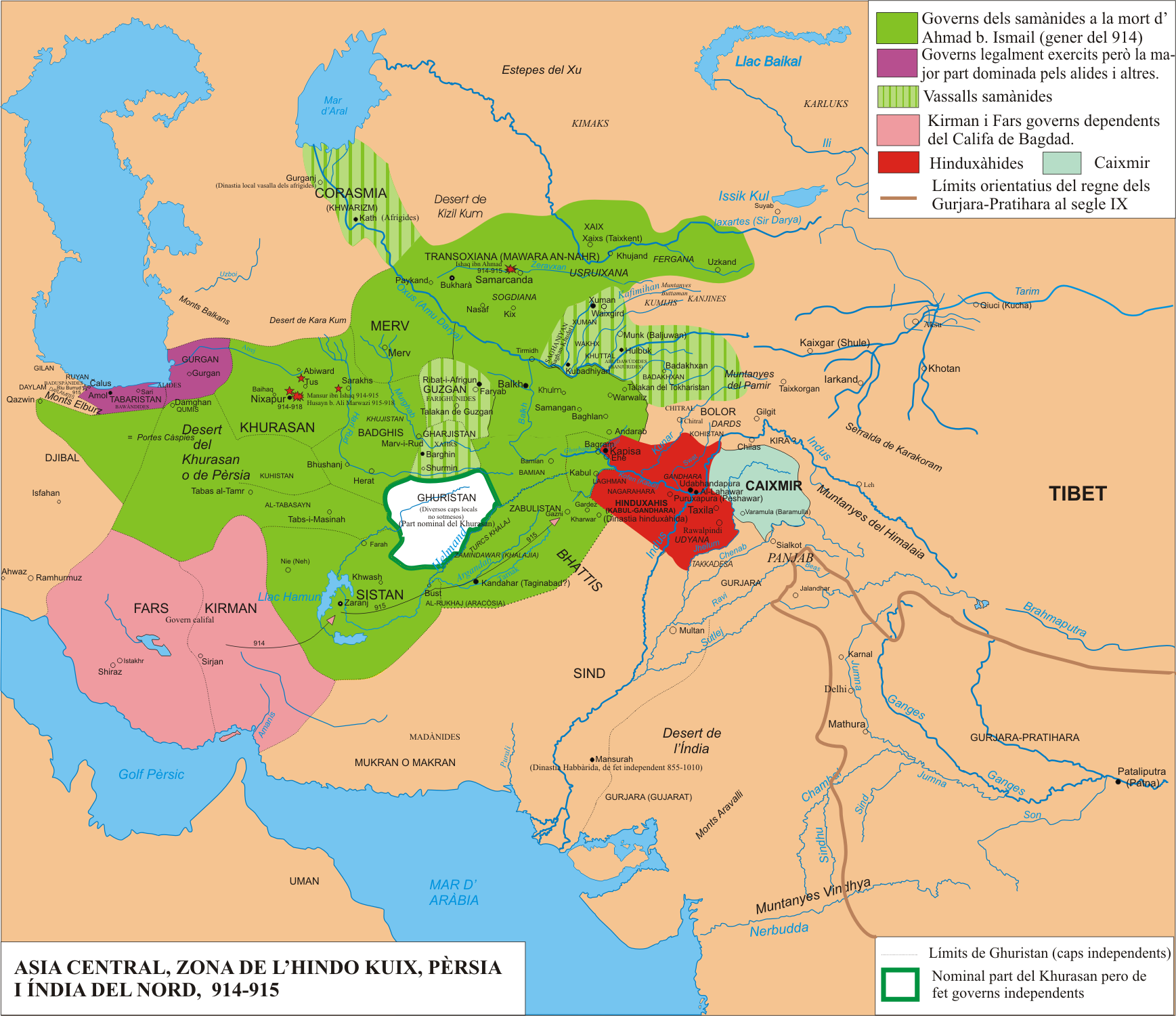
914-915
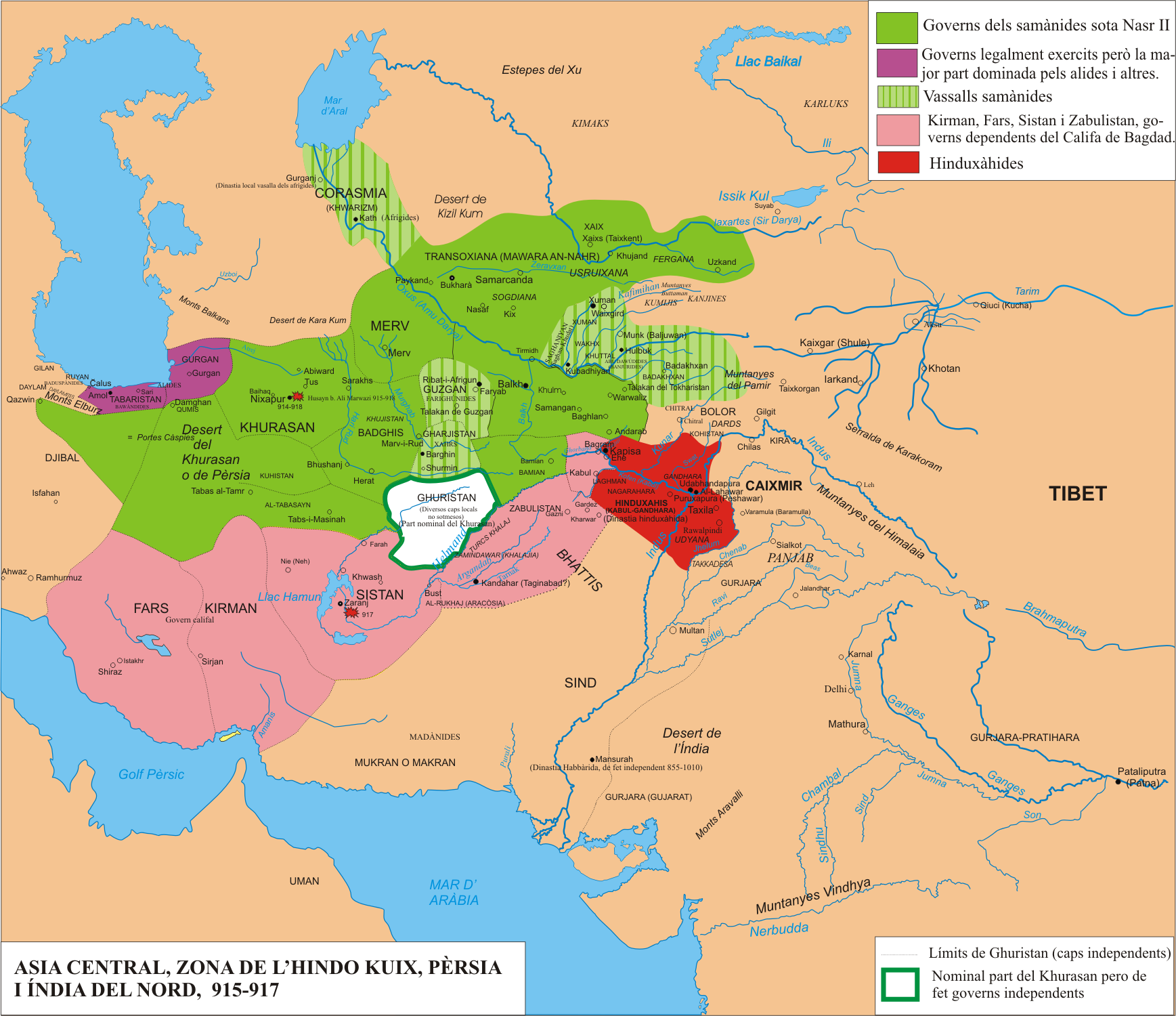
915-917
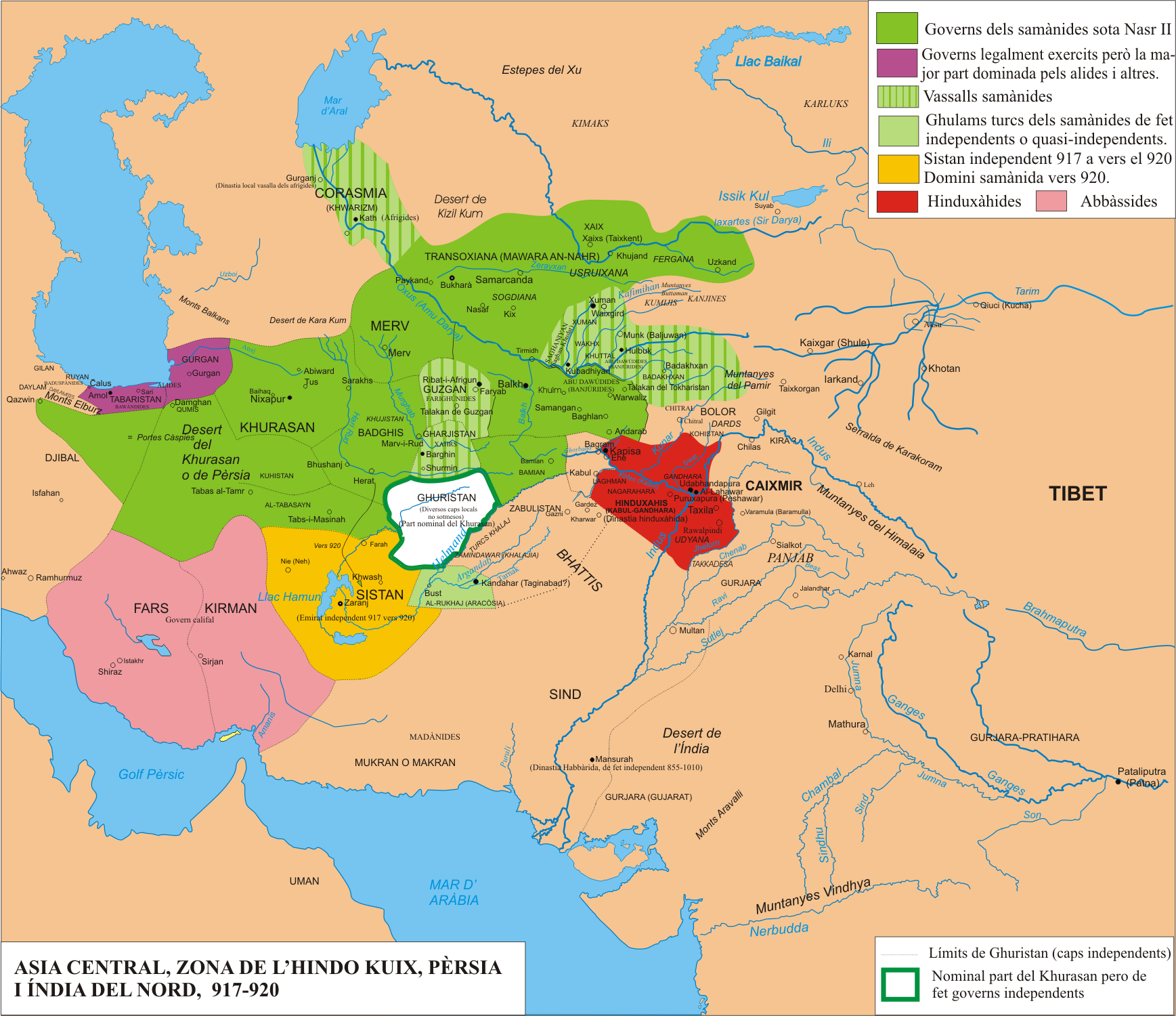
917-920
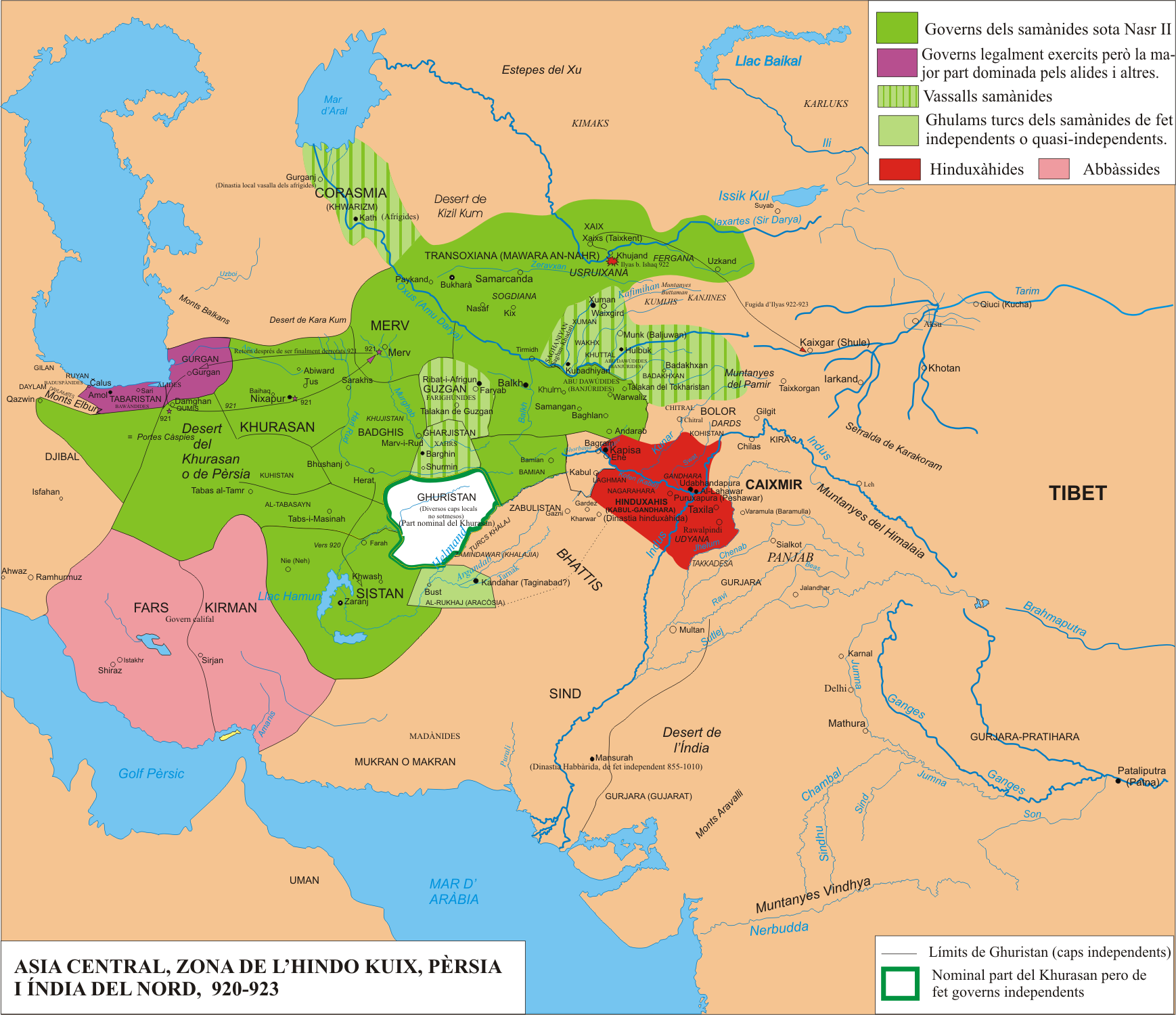
920-923
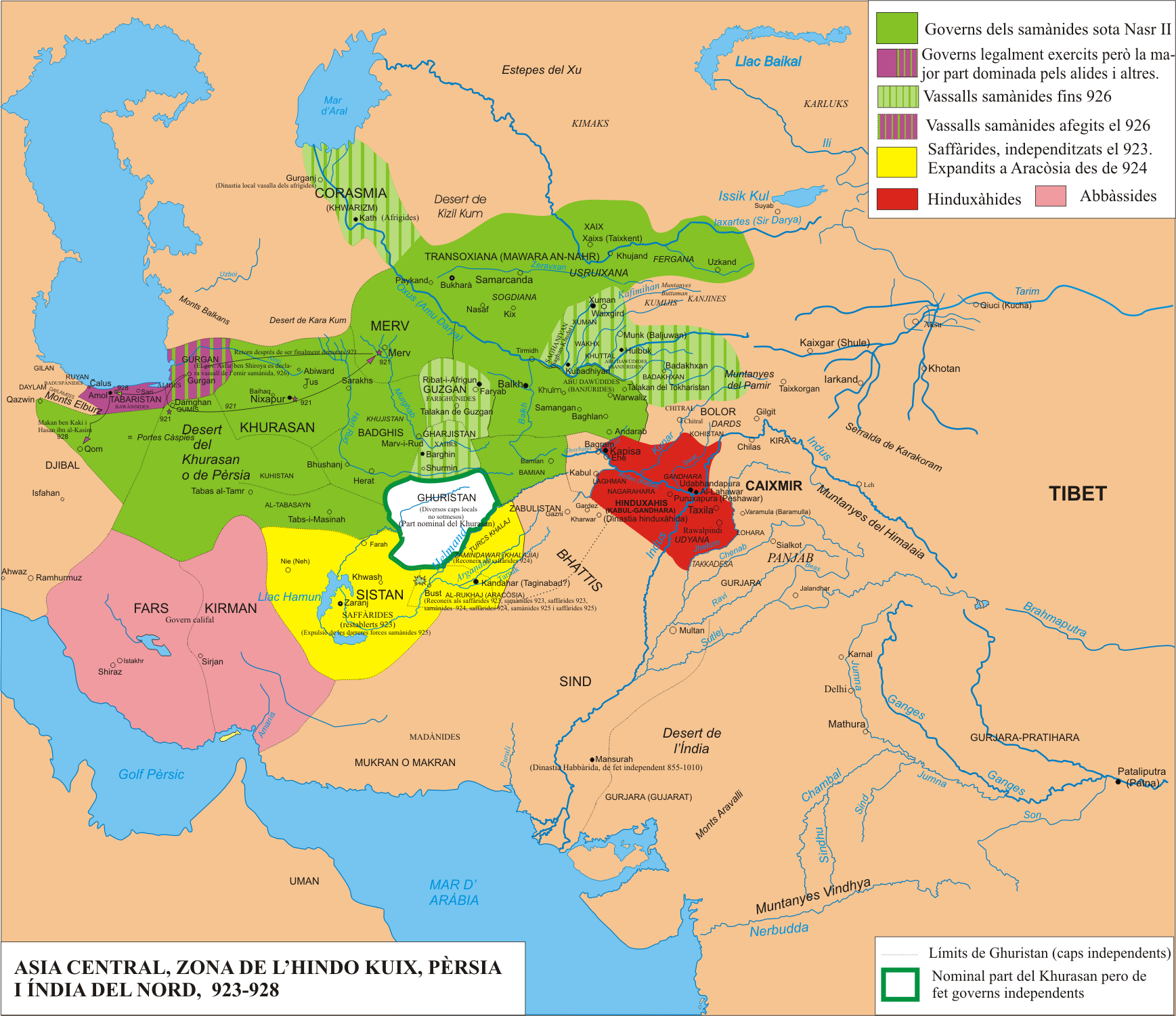
923-928
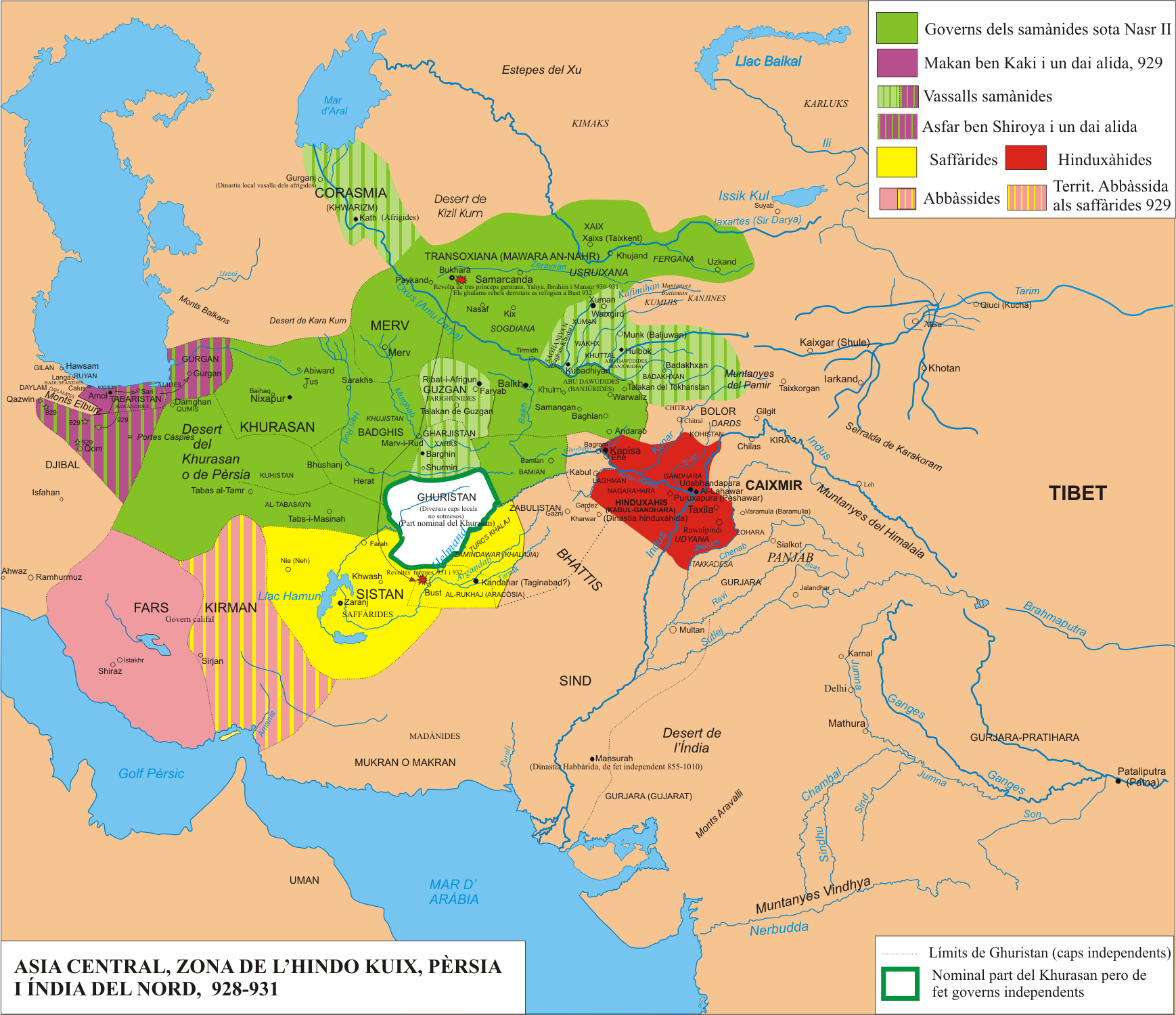
928-931
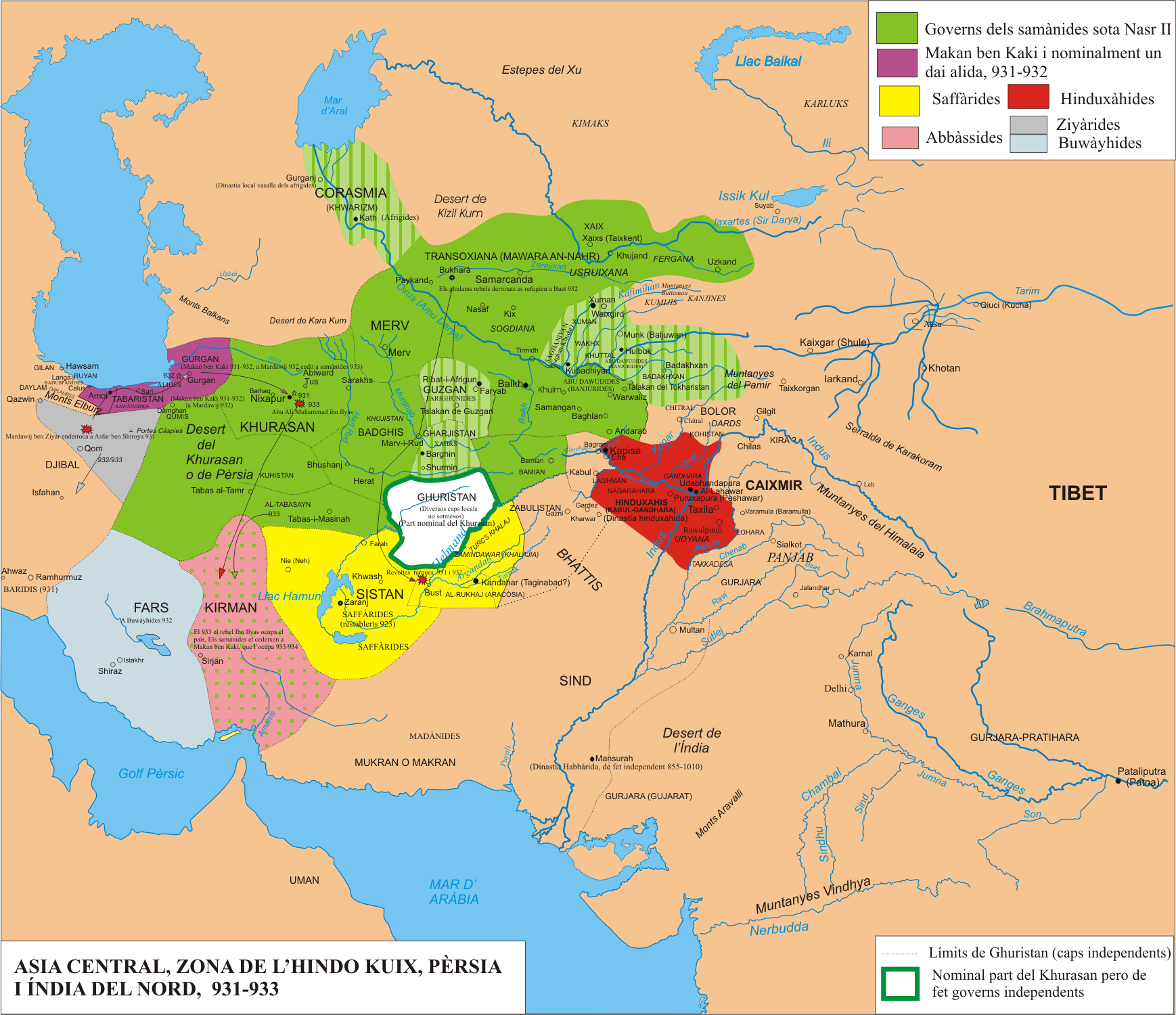
931-933
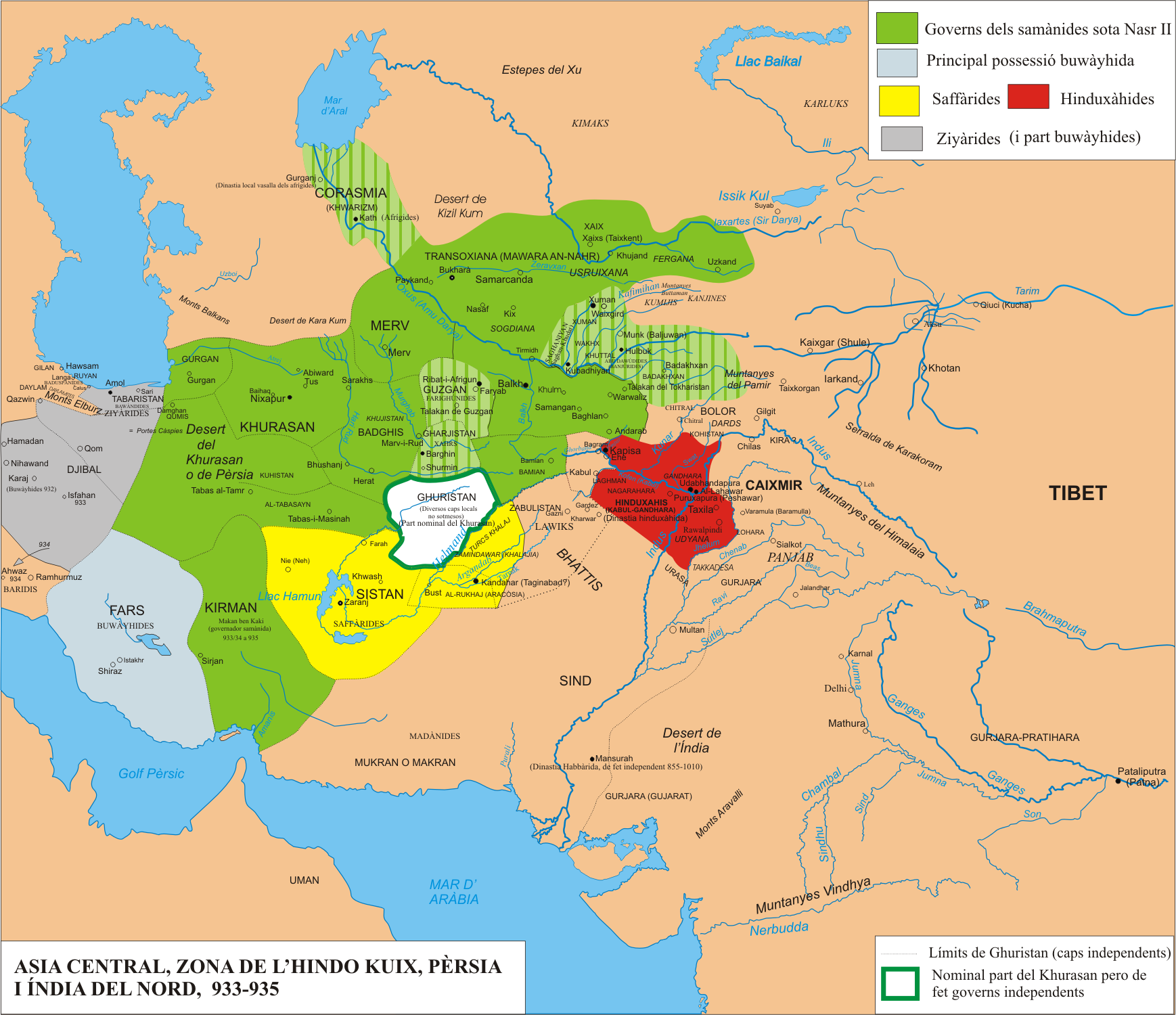
933-935
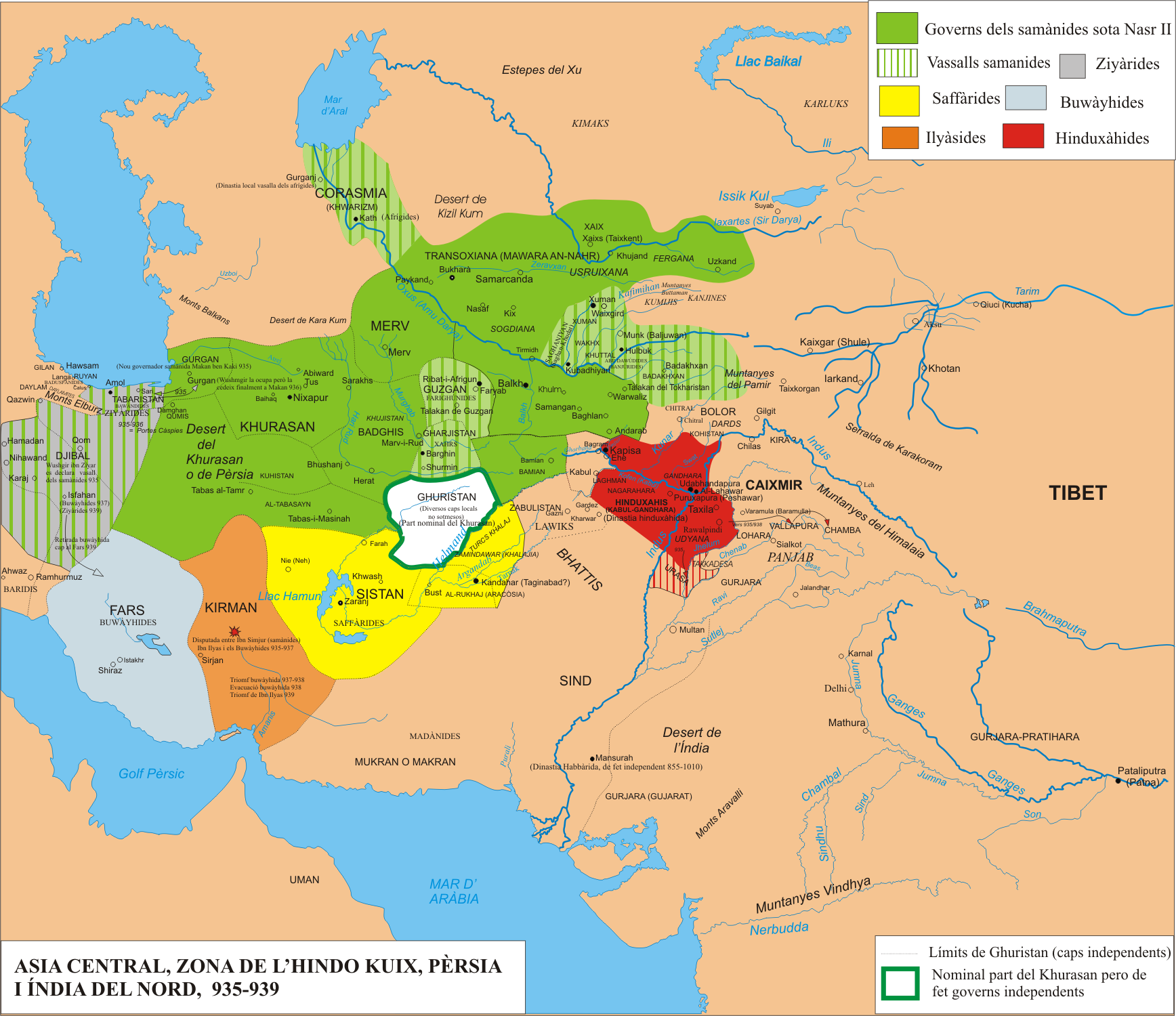
935-939
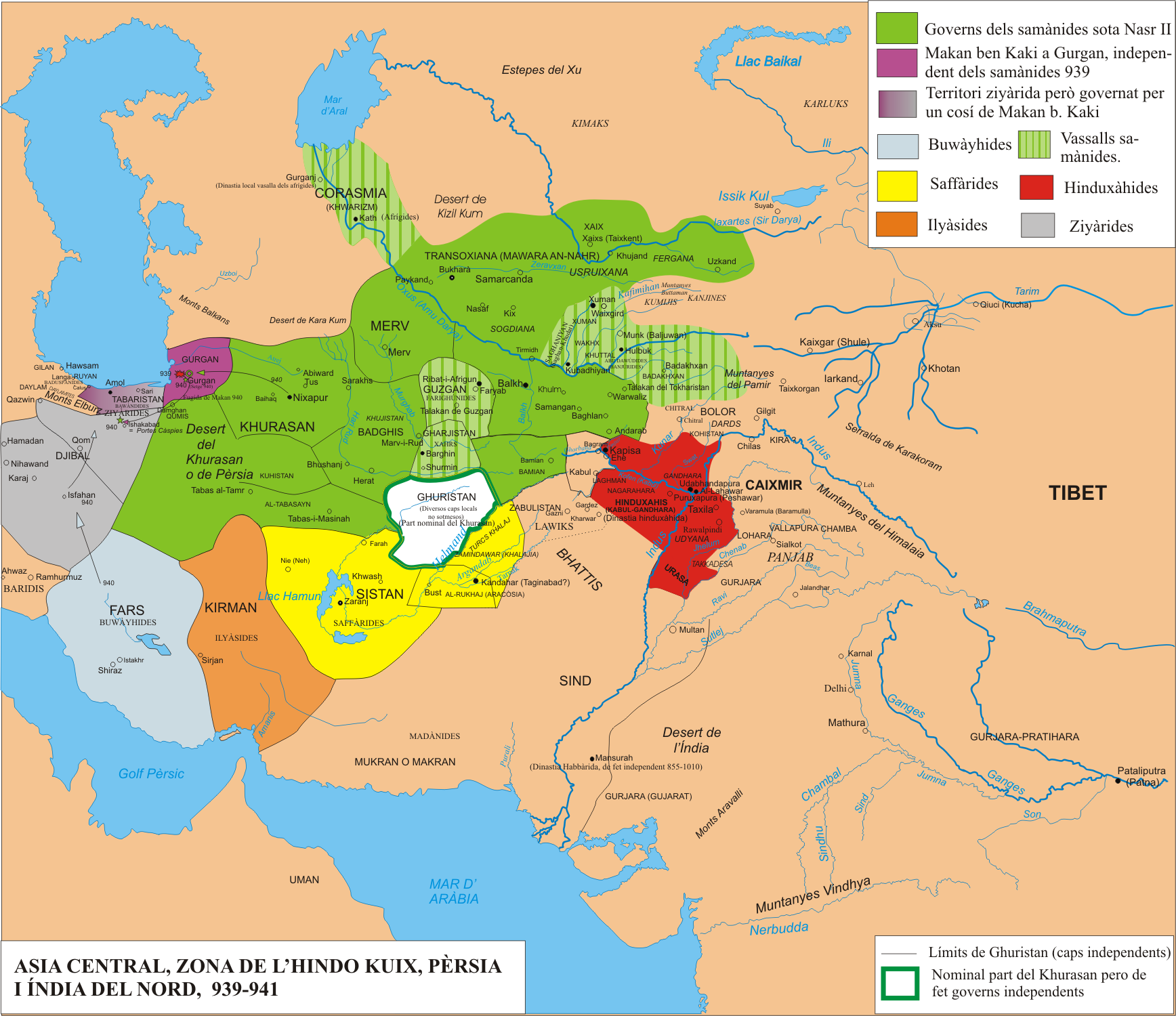
939-941
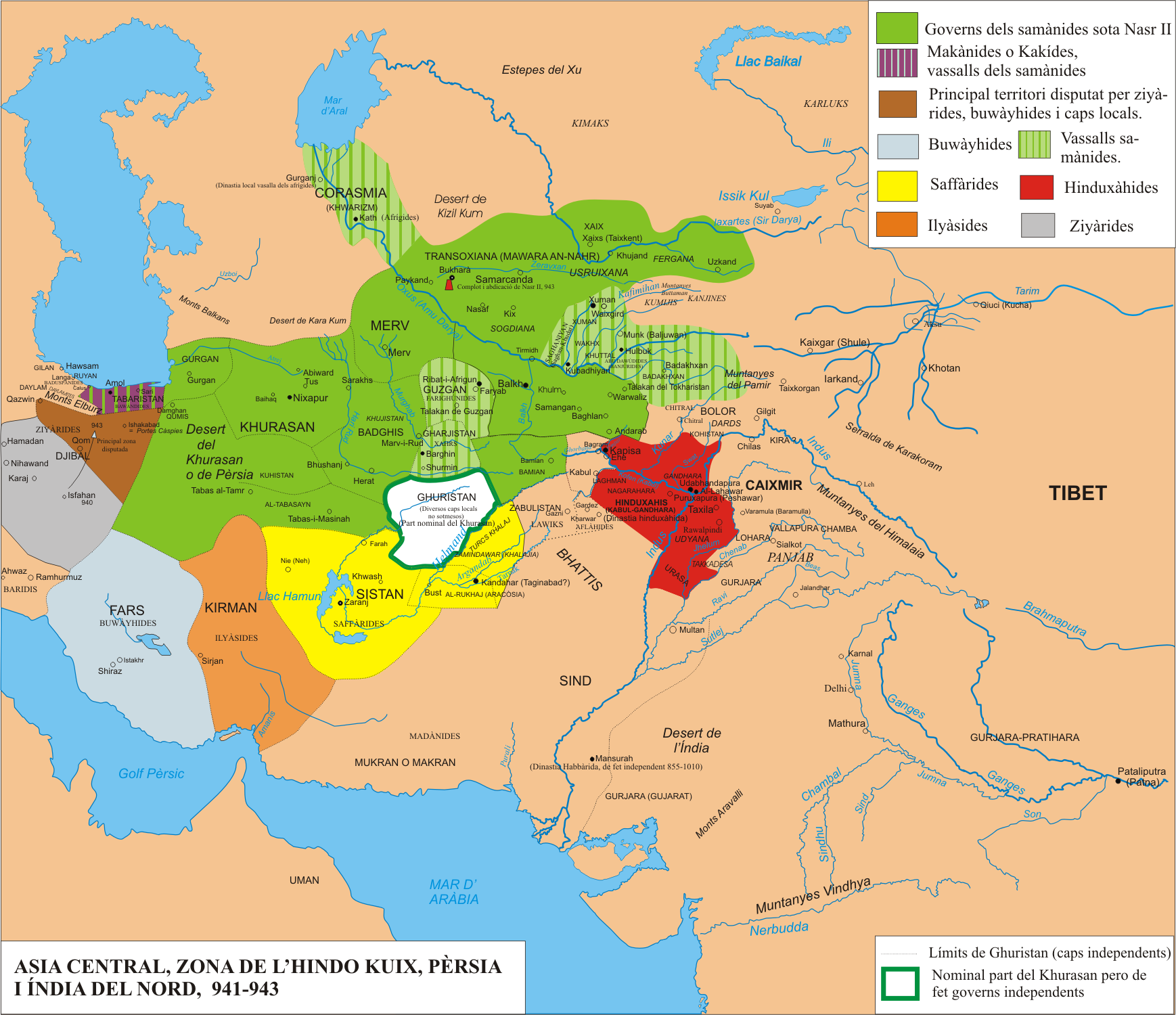
941-943
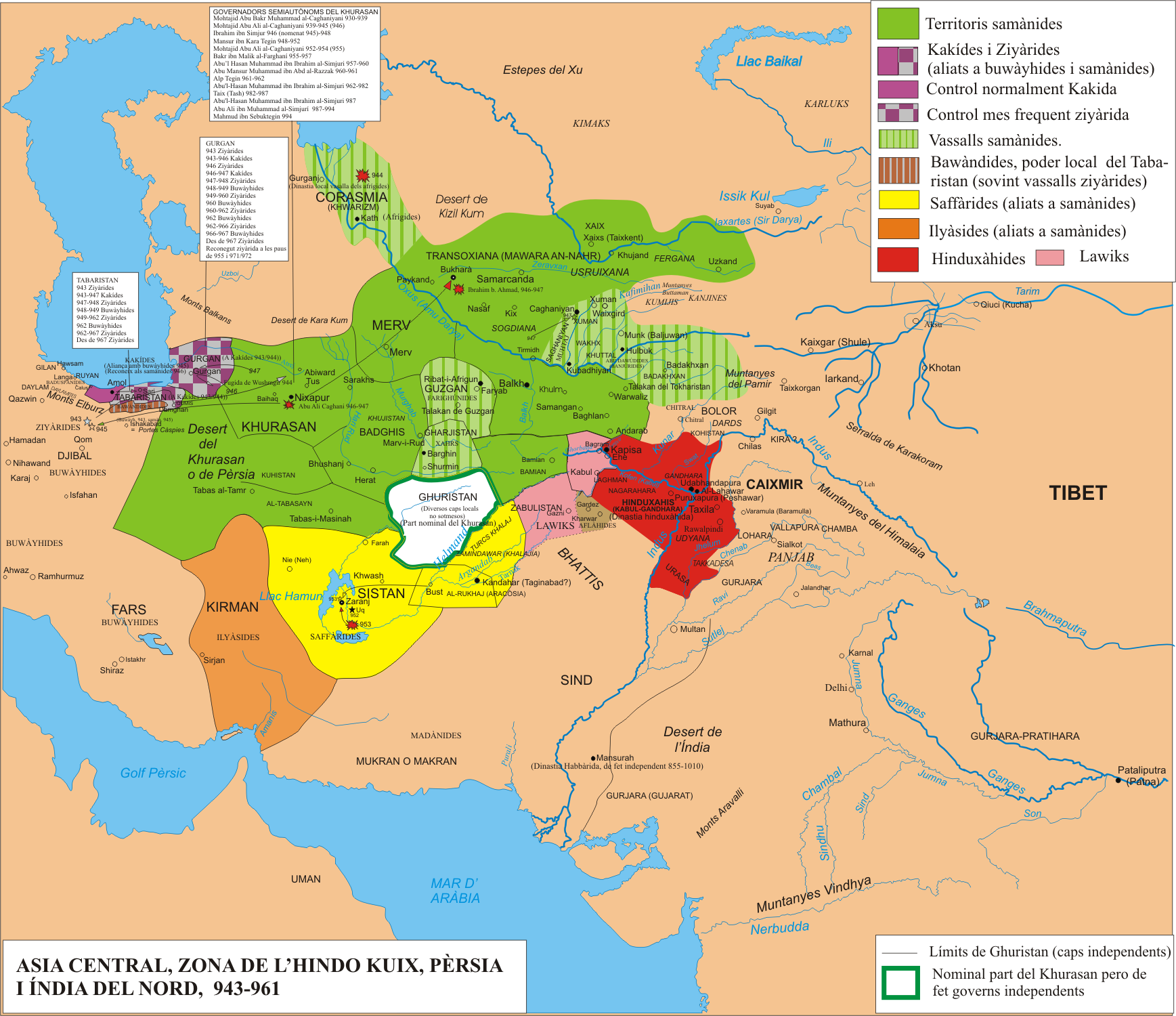
943-961
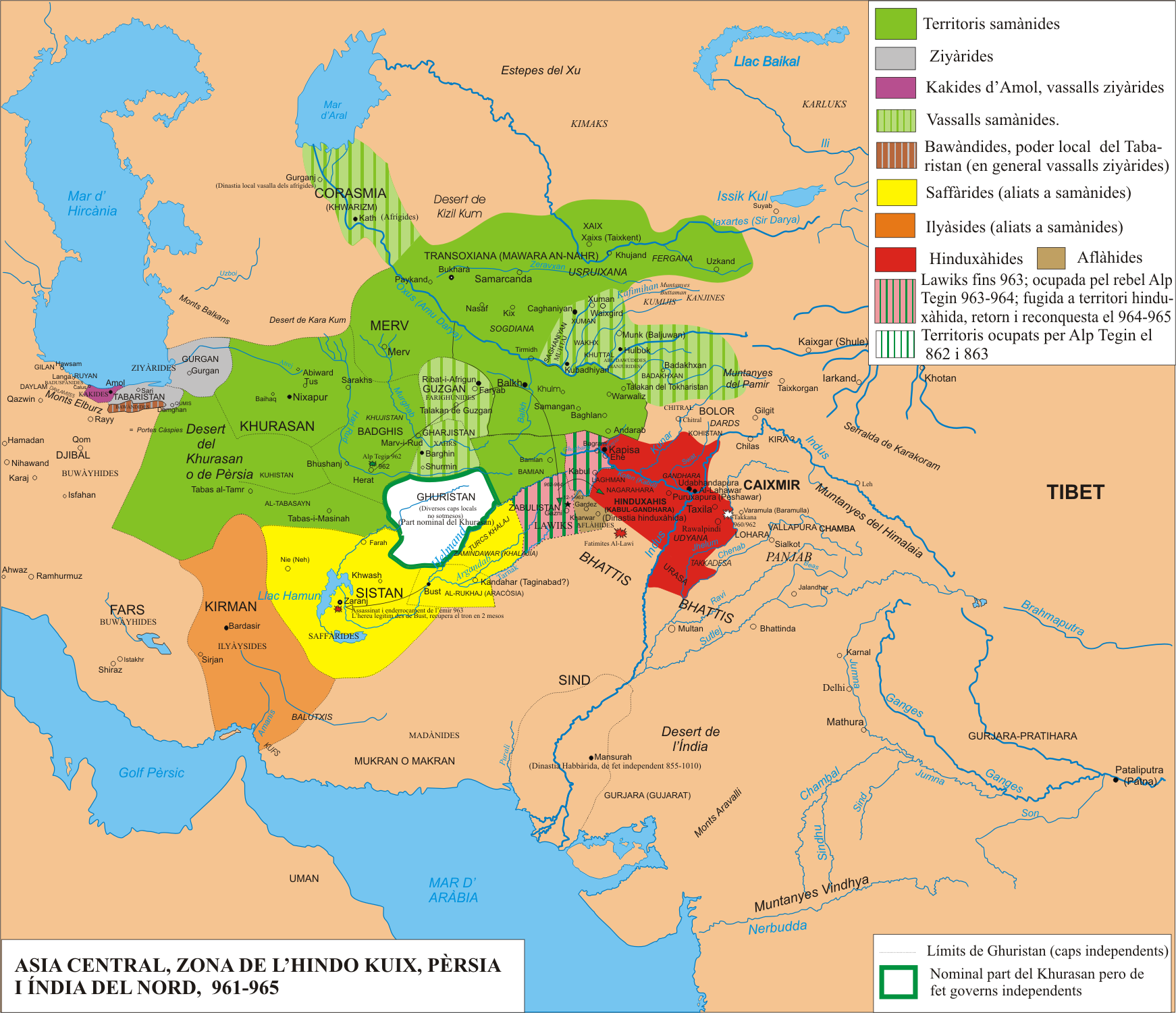
961-965
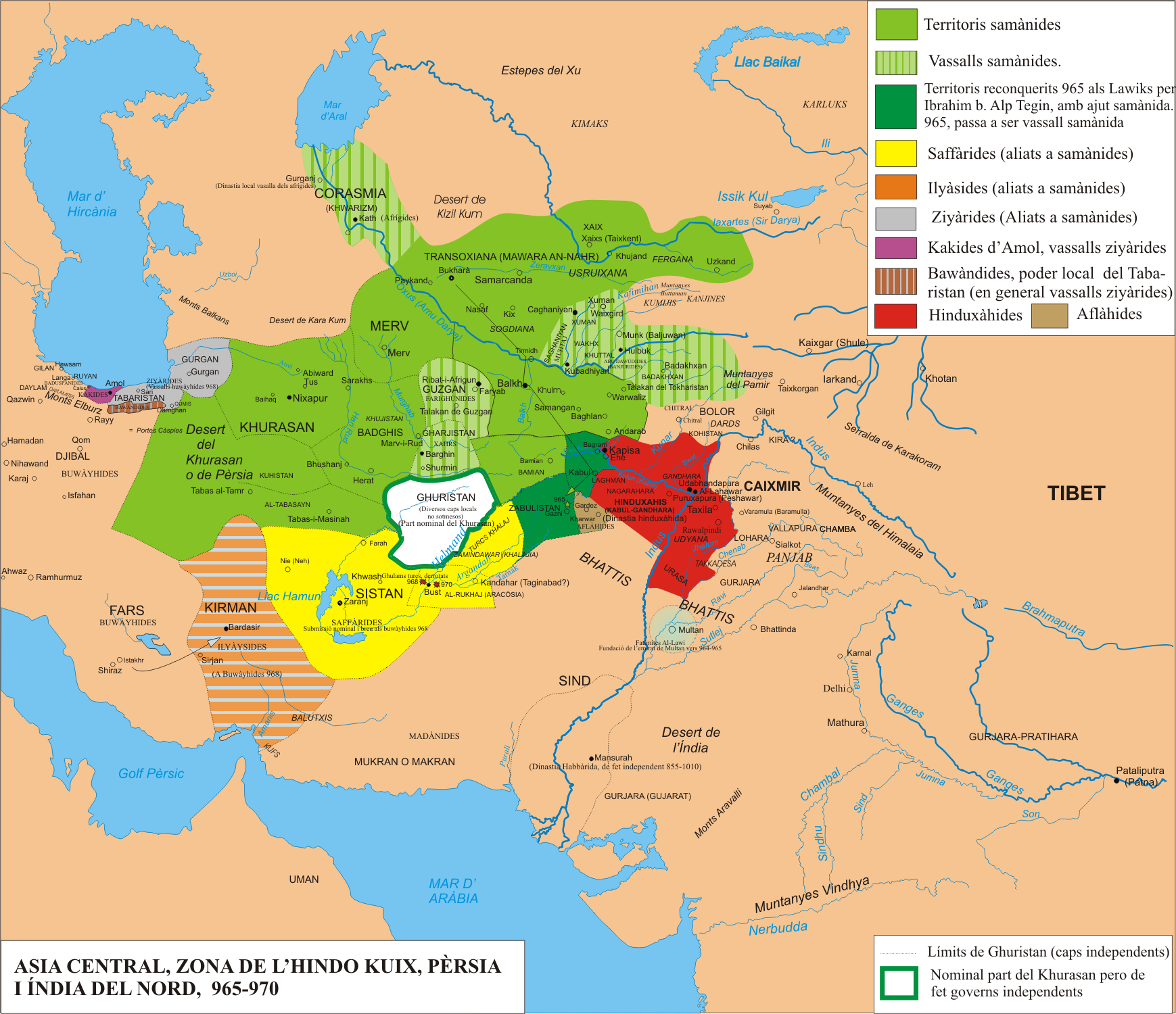
965-970
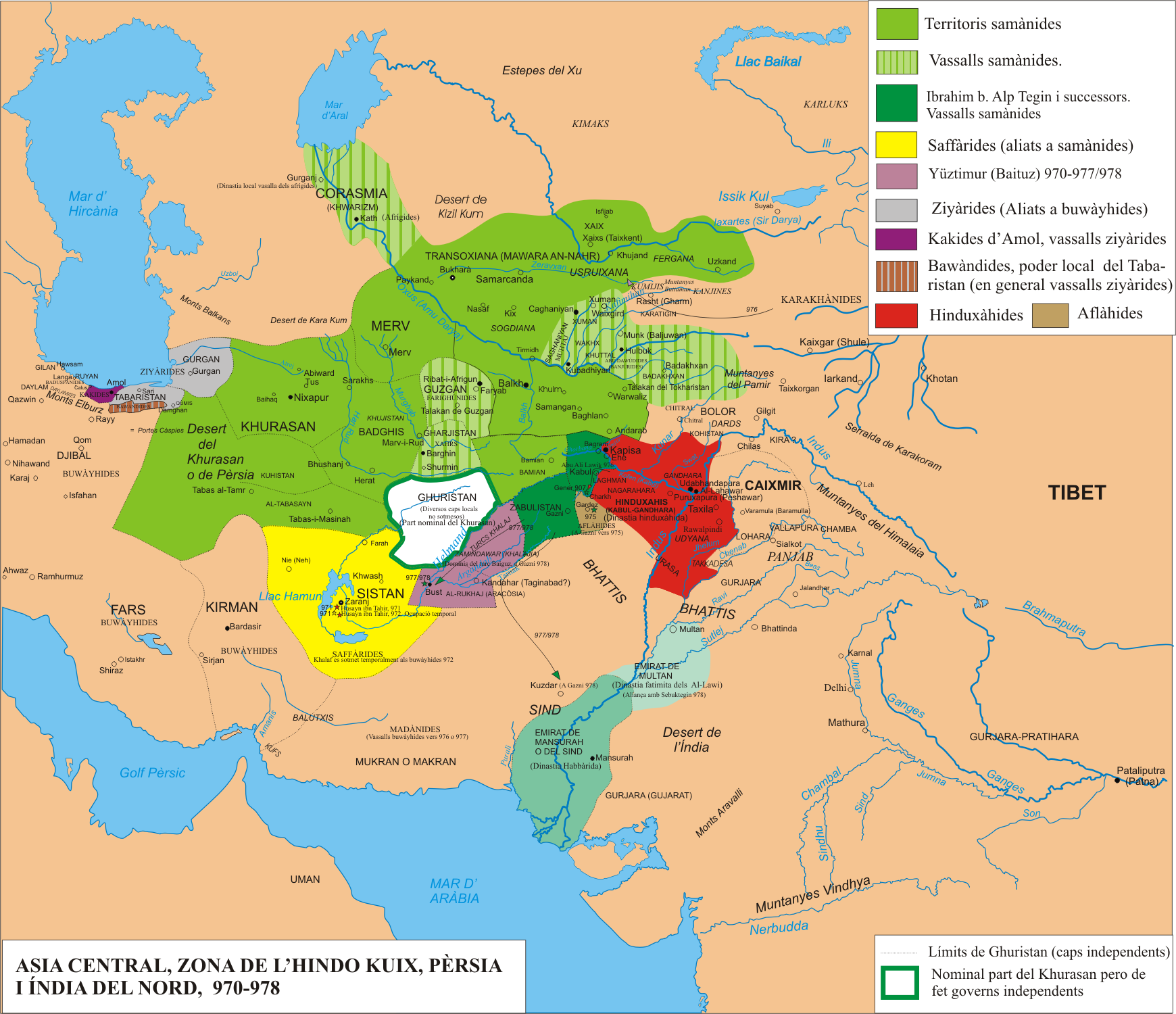
970-978
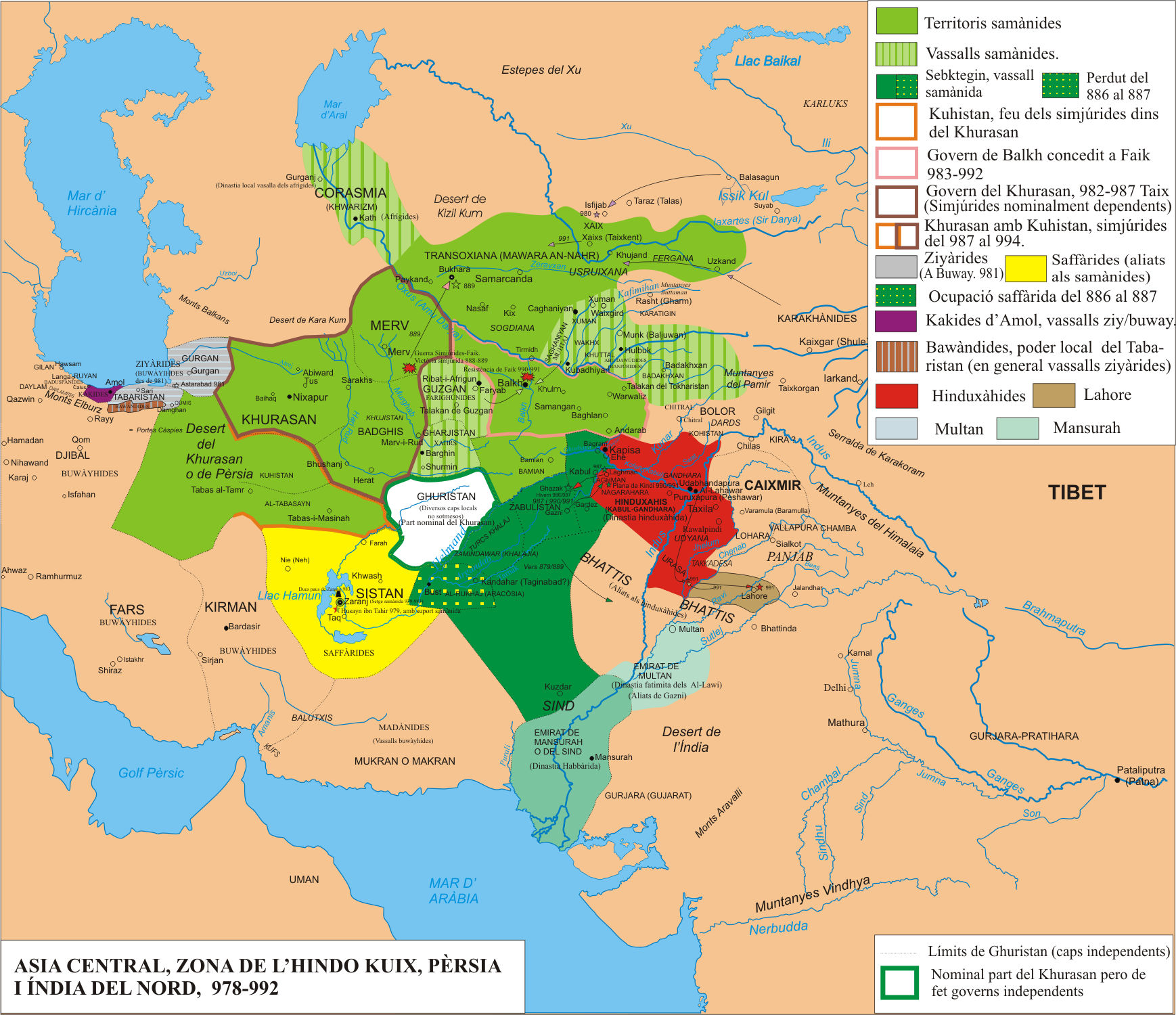
978-992
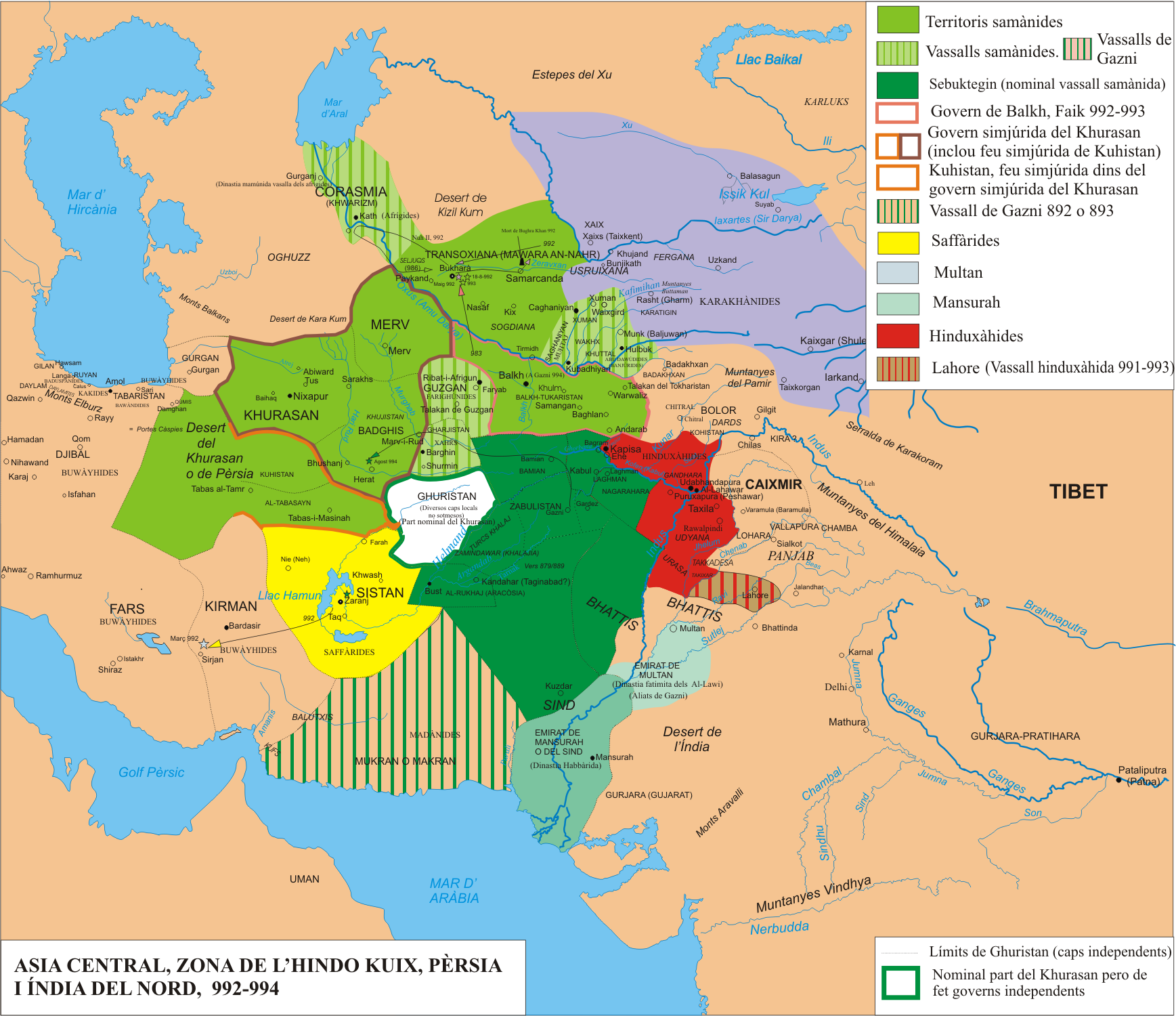
992-994
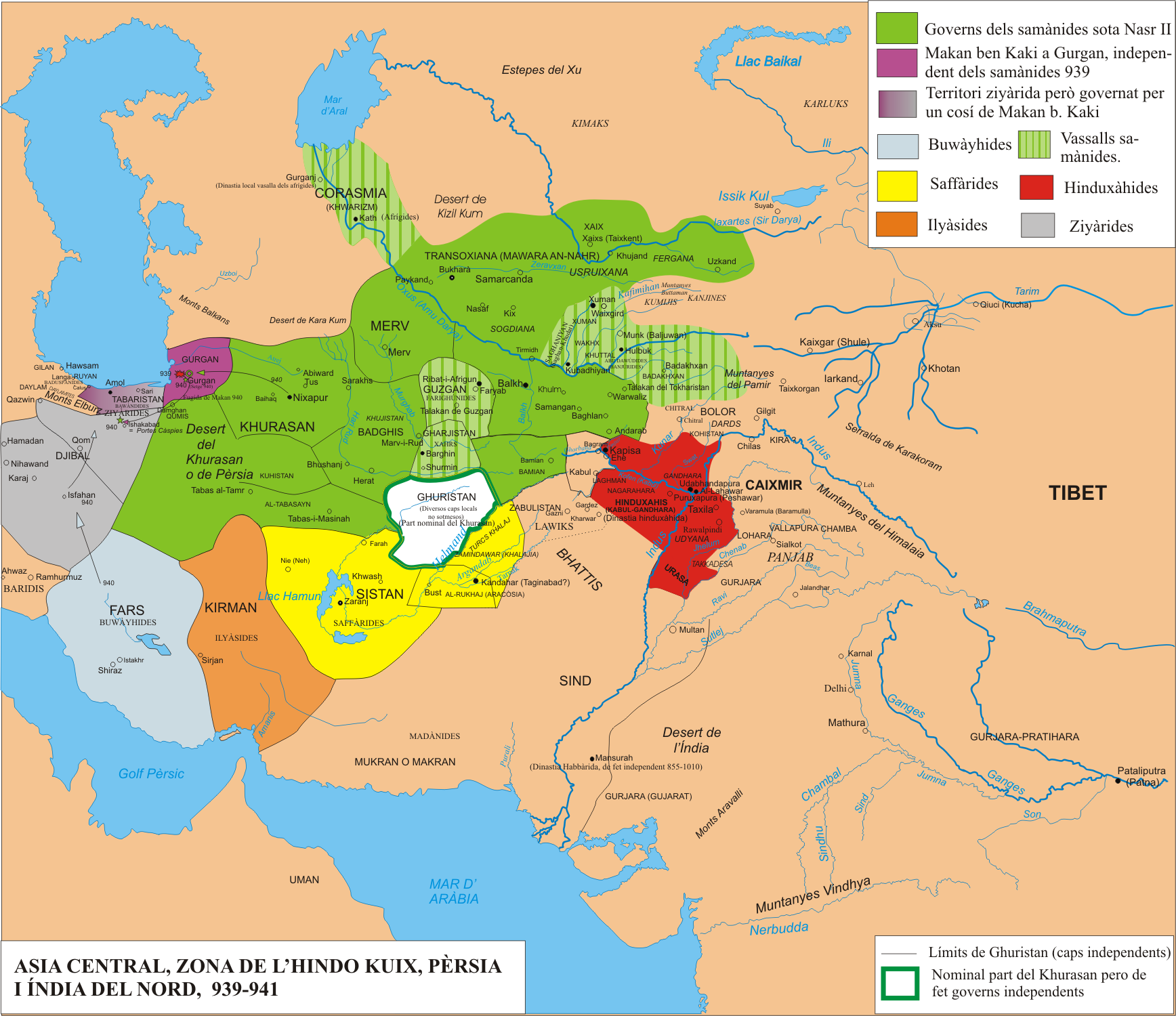
939-941
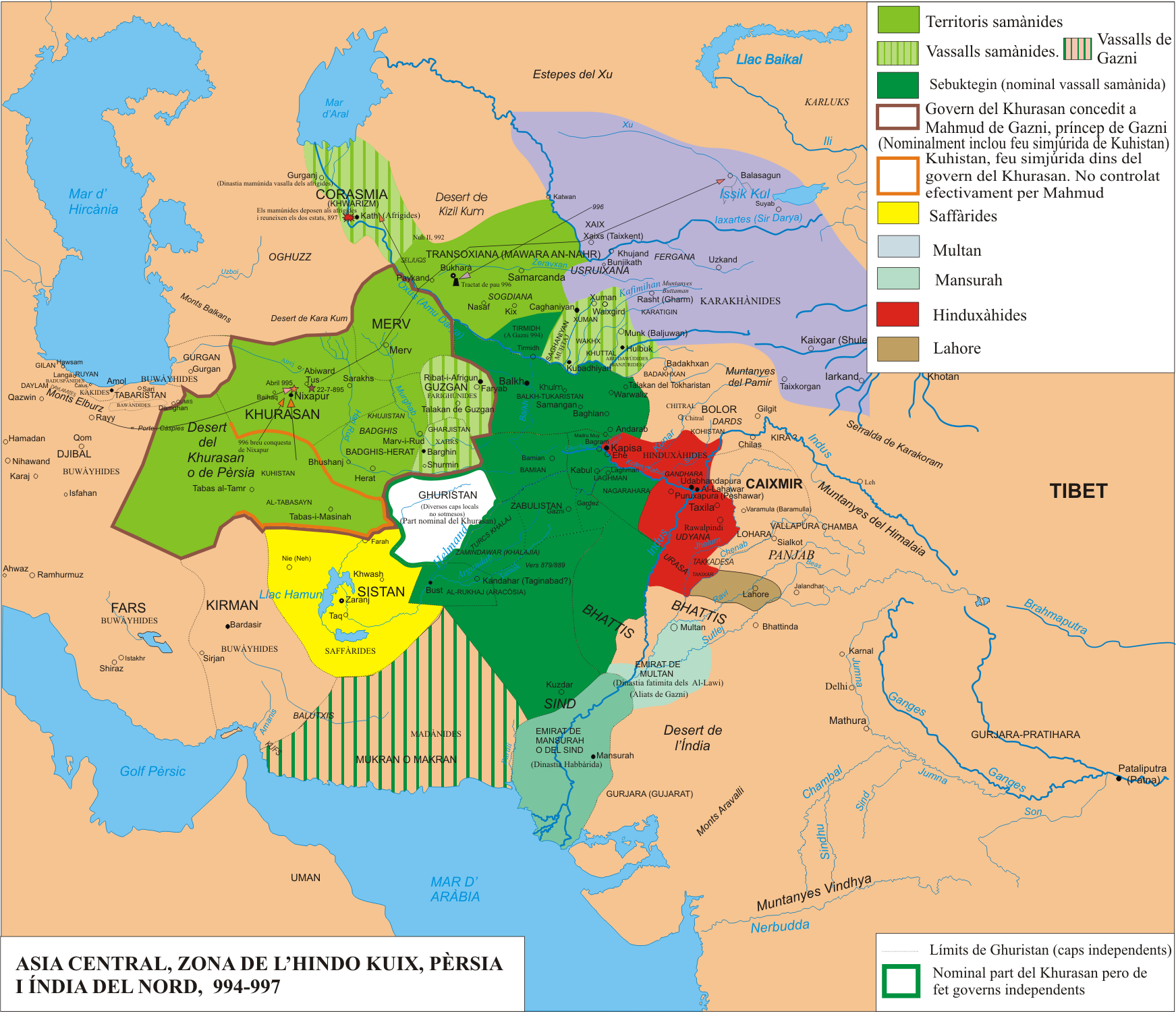
994-997
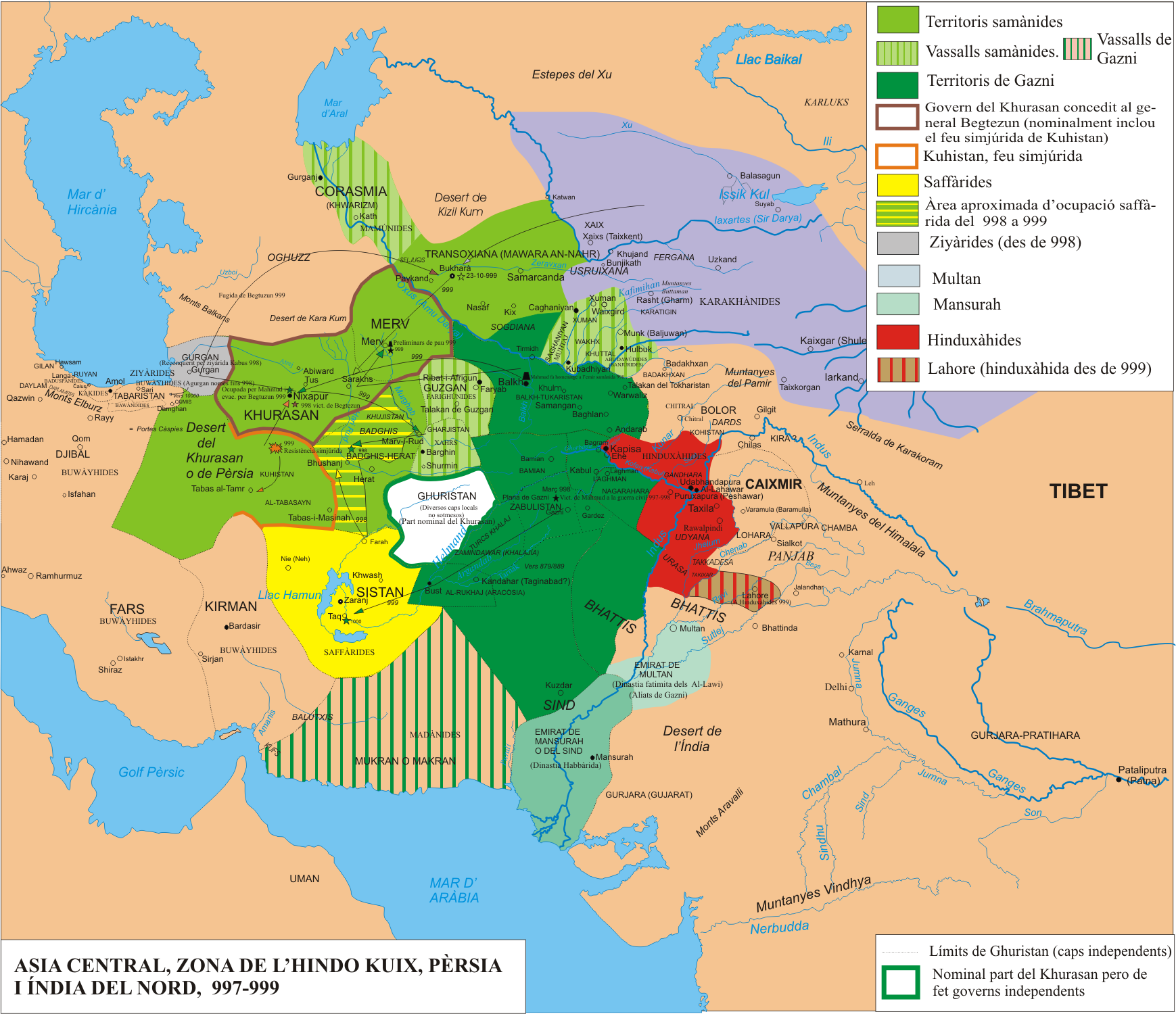
997-999
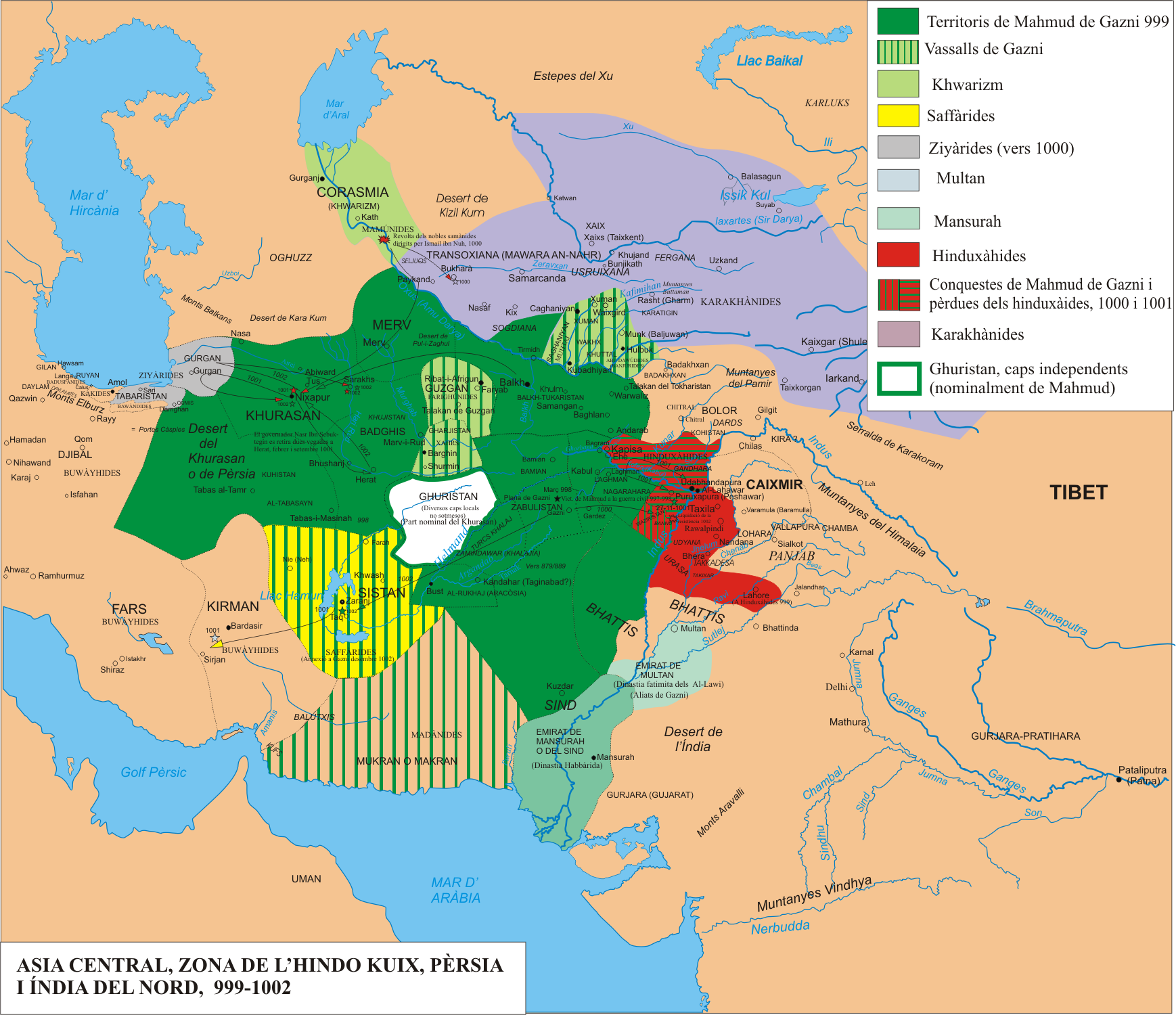
999-1002
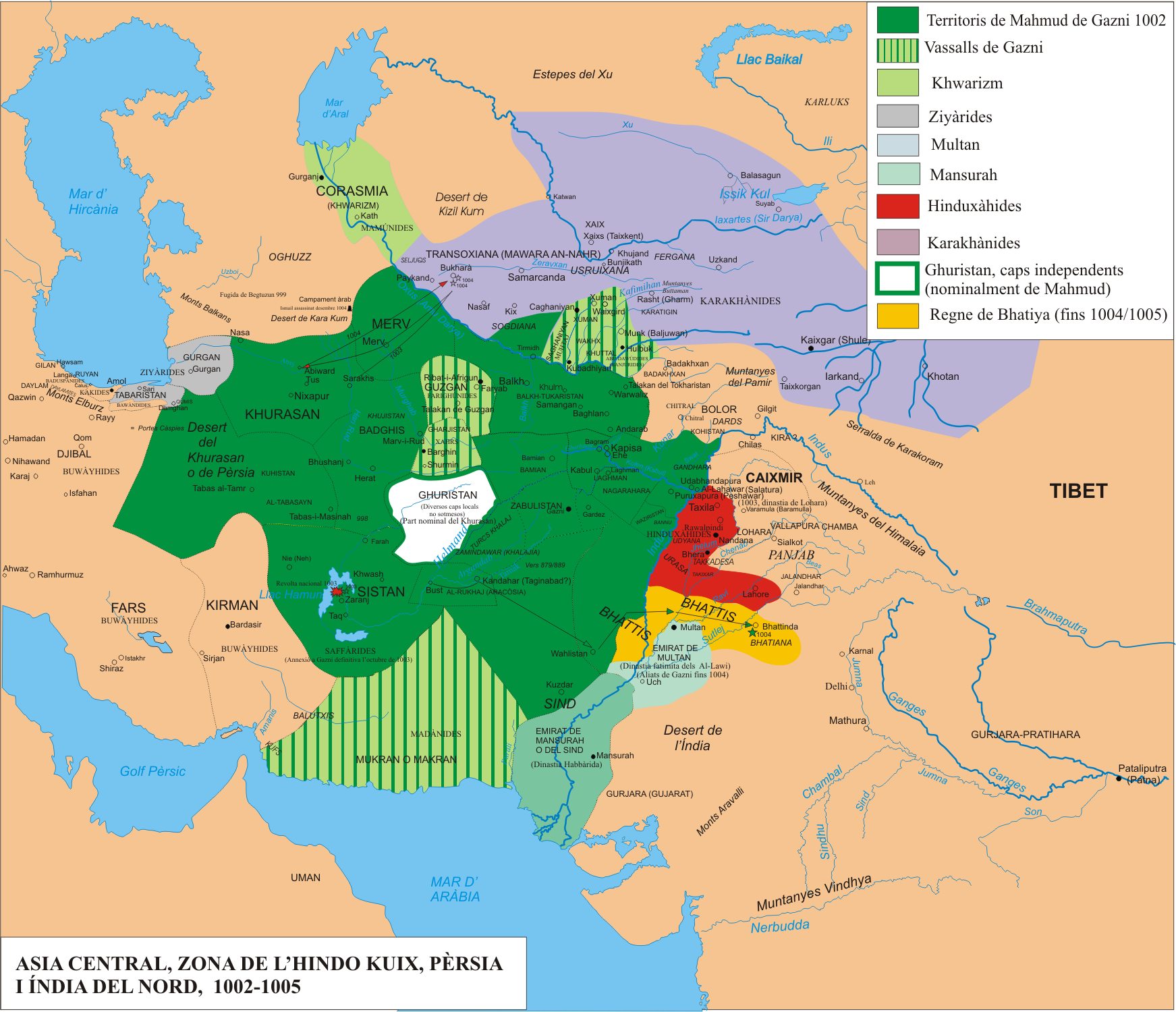
1002-1005
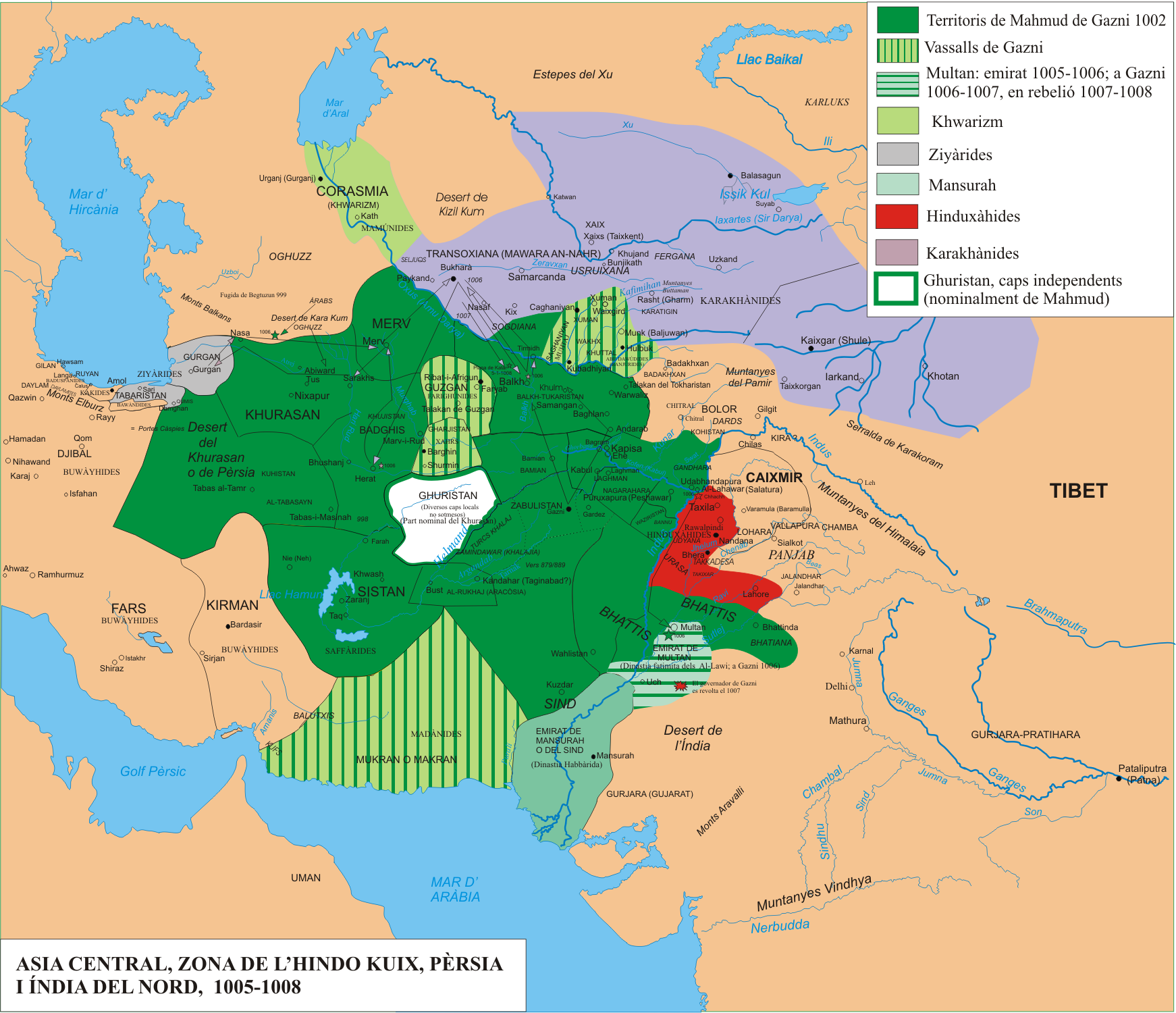
1005-1008
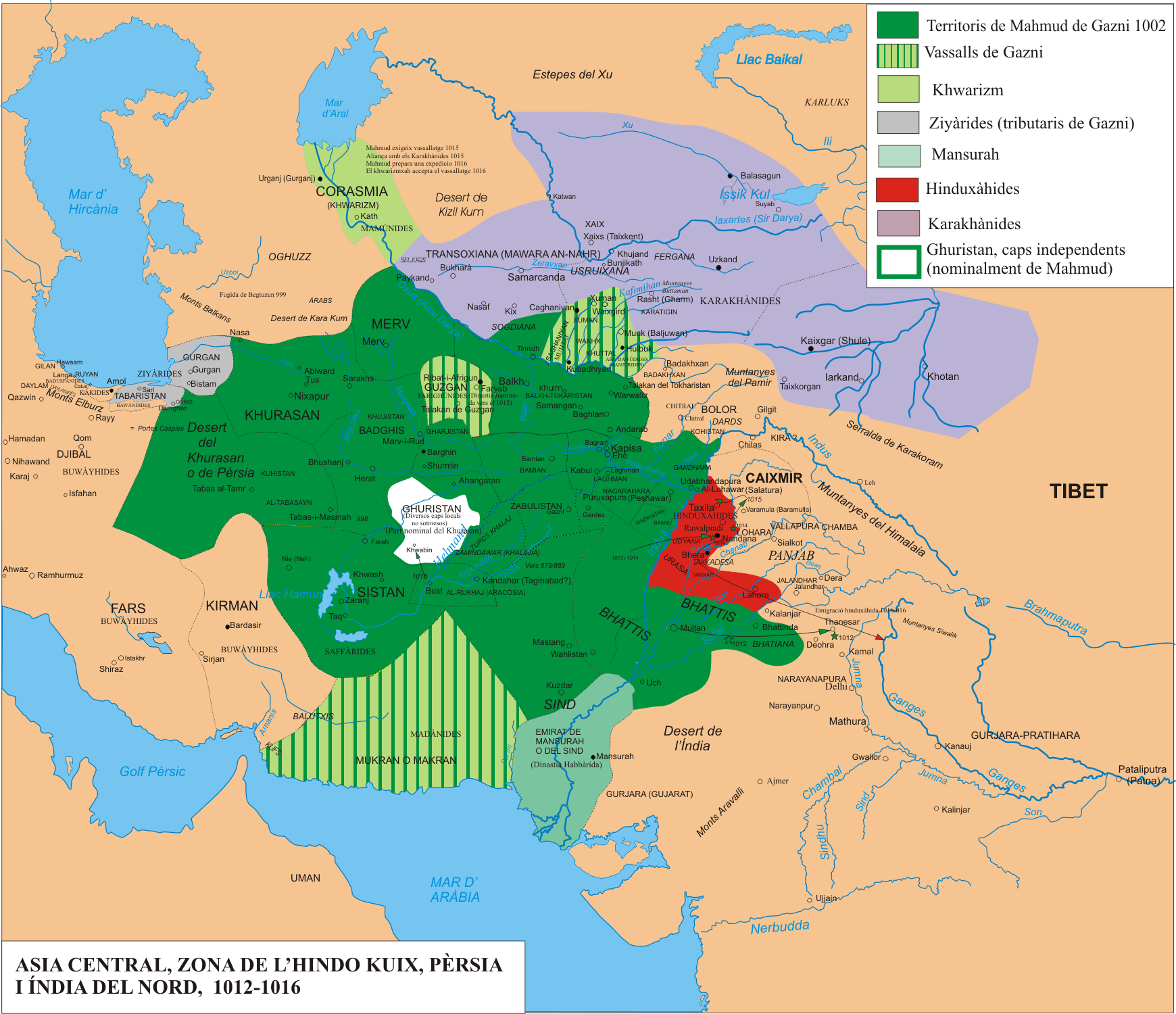
1012-1016
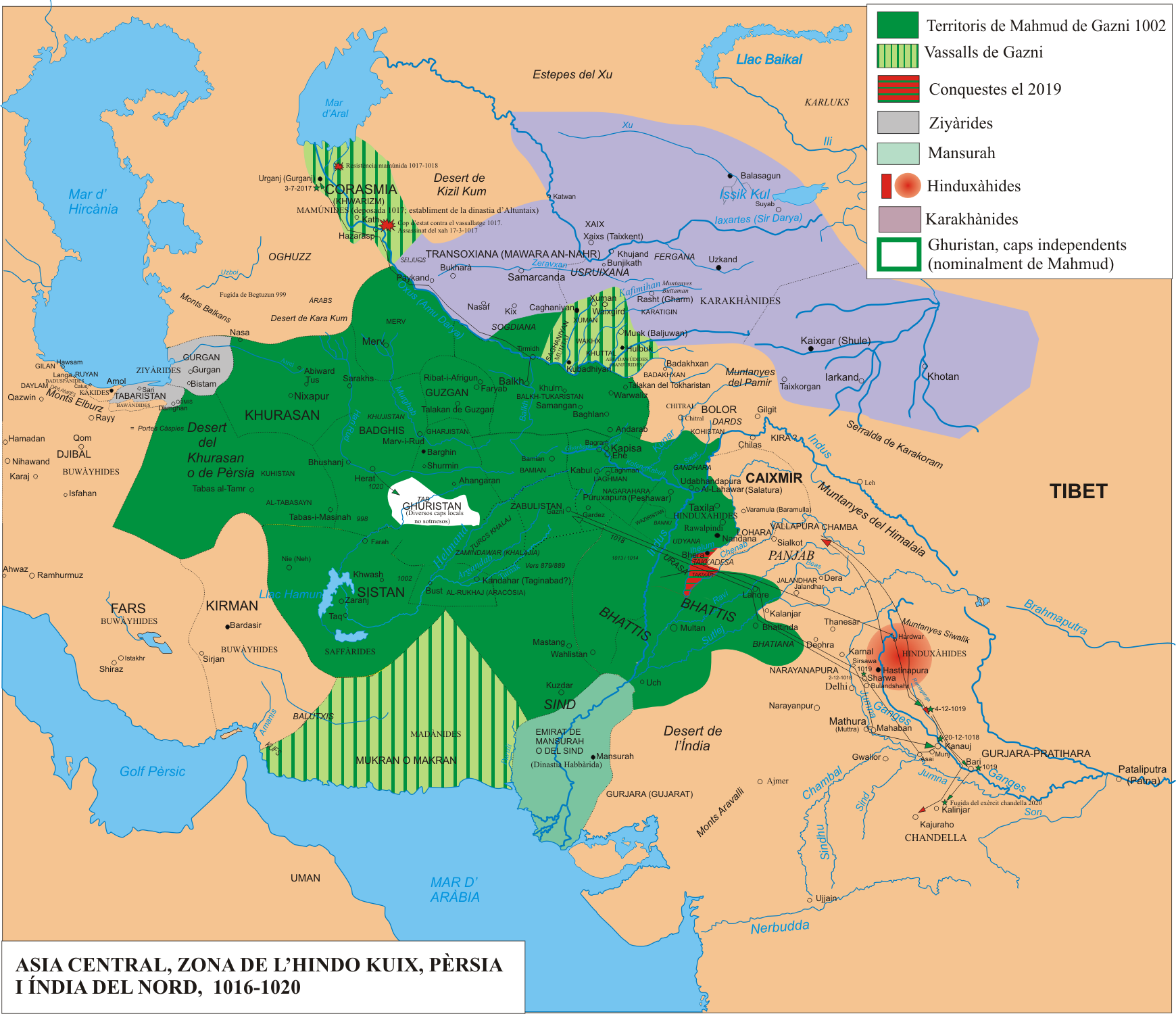
1016-1020
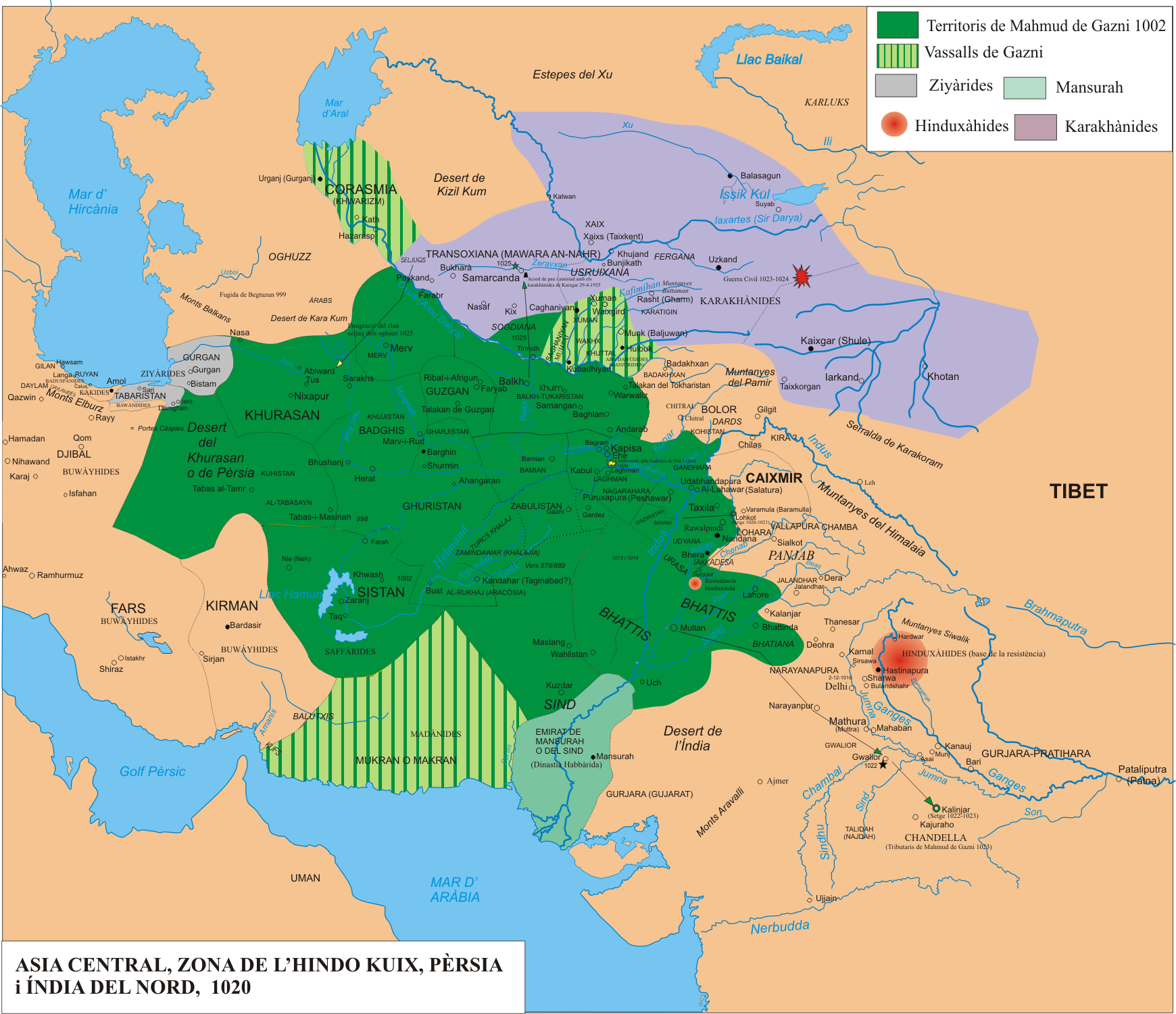
1020-1025
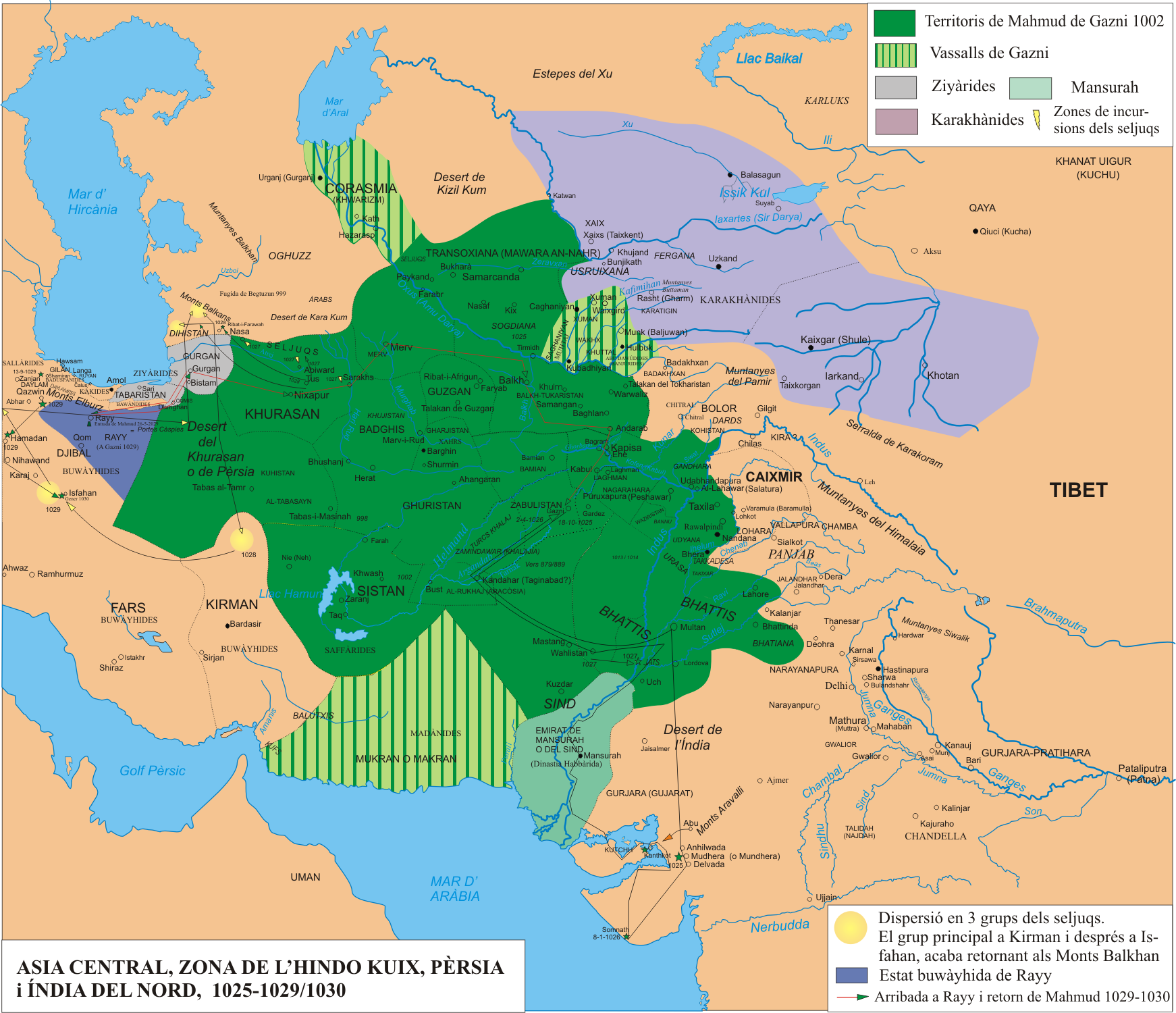
1025-1029
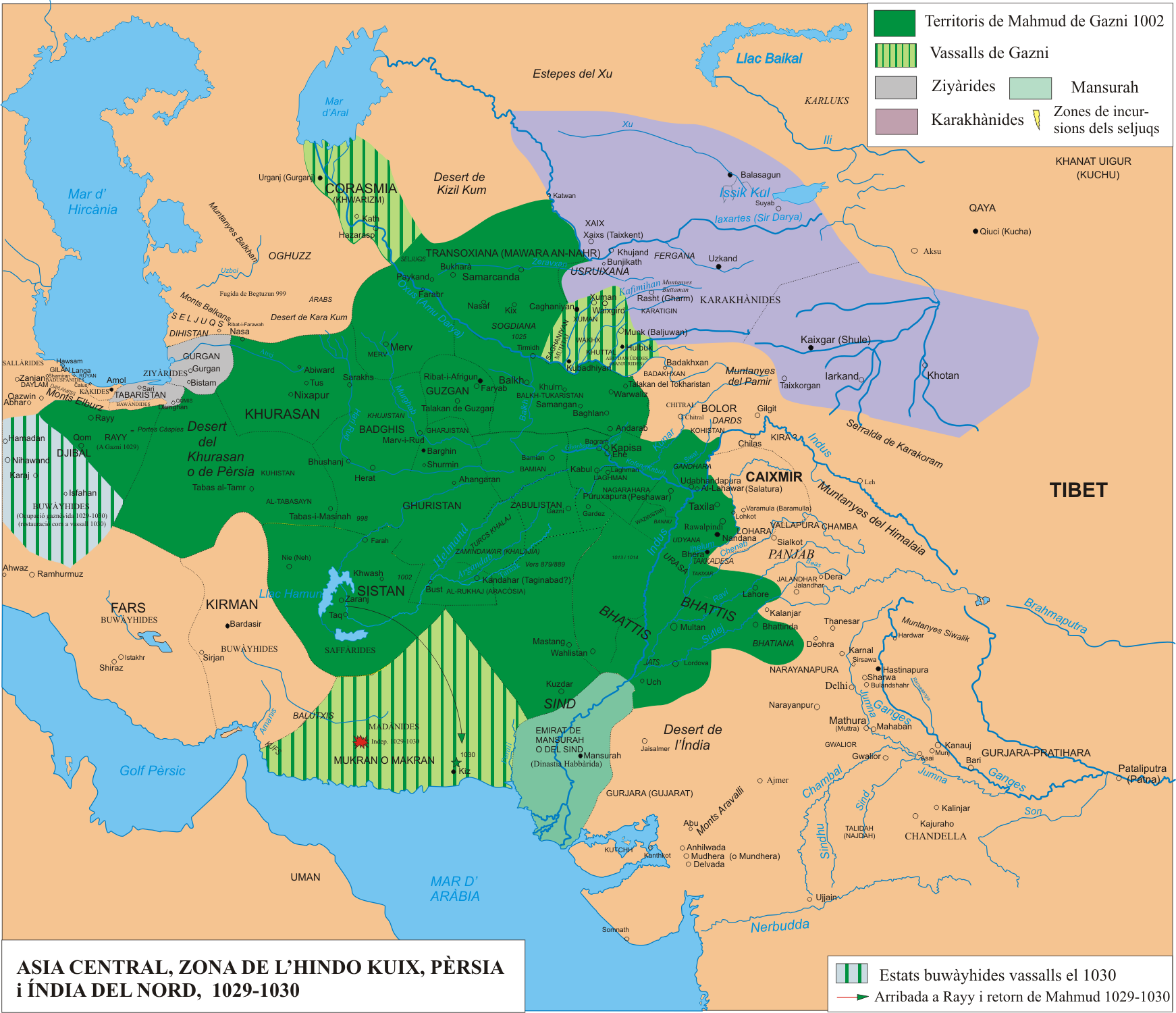
1029-1030

## Nota
1. ↑  els gaznèvides són anomenats com a "Turushka" (Turuixka) a les fonts índies